# Чехов Антон Павлович
Анто́н Па́влович Че́хов (рос. дореф. Антон Павлович Чехов; 17 (29) січня 1860, Таганрог, Катеринославська губернія, РІ — 2 (15) липня 1904, Баденвайлер, Німецька імперія) — російський письменник, прозаїк, драматуг, публіцист, лікар та громадський діяч українського походження.
Класик світової літератури. Лікар за фахом. Почесний академік Імператорської Академії наук з розряду красного письменства (1900—1902). Один із найвідоміших драматургів світу, реформатор театру.
Його твори перекладені понад 100 мовами. Його п'єси, а зокрема «Чайка», «Три сестри» та «Вишневий сад», протягом понад 100 років ставляться в багатьох театрах світу.
За 25 років творчості — з моменту випуску з гімназії у 1879 до своєї смерті в 1904, Чехов створив понад 300 різноманітних творів (коротких гумористичних оповідань, серйозних повістей, п'єс), багато з яких стали класикою світової літератури. Серед найбільш відомих: «Степ», «Нудна історія», «Дуель», «Палата № 6», «Стрибуха», «Розповідь невідомої людини», «Мужики» (1897), «Людина в футлярі» (1898), «Аґрус», «Про любов», «Дама з собачкою», «У яру», «Дітвора», «Драма на полюванні»; п'єси: «Іванов», «Чайка» (1895), «Дядя Ваня» (1899), «Три сестри» (1901—1903), «Вишневий сад» (1903—1904).
Окрім діяльності письменника, він також активно займався благодійною діяльністю, допомагаючи голодуючим людям, дітям, християнам та хворим на туберкульоз. Був Уповноваженим правління Ялтинського благодійного товариства, організовуючи збори на користь людей та публікував тексти в газетах, присвячені становищу соціально вразливих груп населення в Російській імперії.

## Біографія

### Походження
Батько письменника (1823–1898 роки) — Павло Єгорович Чехов — народився у селі Ольховатка Воронезької губернії. Був кріпаком О. Д. Черткова, у дитинстві вчився в сільській школі, добре співав. 1840 року вивчав цукроваріння на Ольховатському цукровому заводі, де його батько — Єгор Михайлович Чехов, дідусь Антона Павловича, став прикажчиком і 1841 року викупив себе та свою родину за 3500 рублів. Його дружиною — бабусею Антона Павловича, була українка Єфросинія Ємельянівна Шимко (1798-1878 роки) з розташованого поряд села Зайцівка, куди згодом всією родиною з Єгором Михайловичем і дітьми переселяється. З часом батько письменника, Павло Єгорович, сам стає конторським прикажчиком у І. Є. Кобиліна, а потім і купцем 2-ї гільдії в Таганрозі, де і народився письменник Антон Павлович Чехов. Мати письменника — Євгенія Яківна Морозова (1835–1919 роки) родом з Моршанська. Навчалася вона вдома, в 12 років втратила батька, що змусило переїхати з мамою та сестрою до Таганрогу, де вже навчається в інституті шляхетних дівчат, а 1854 року в місцевому Успенському соборі вінчається з Павлом Єгоровичем Чеховим.
Антон Чехов був третьою дитиною у родині, в якій було шестеро дітей (ще одна донька померла у раньому віці): п'ятеро синів та одна донька.
Письменник визнавав, що є українцем.

### Дитинство та юність

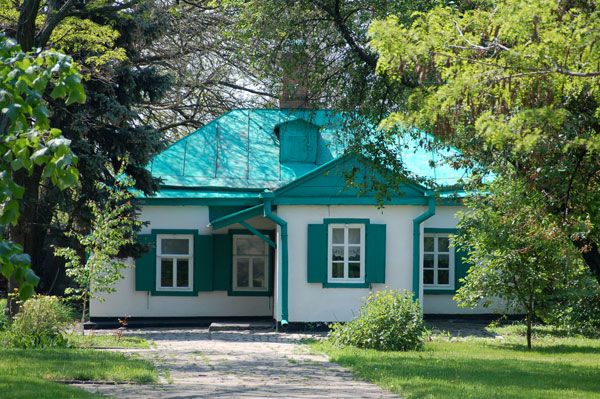
Отчий будинок письменника у Таганрозі

Антон Чехов народився (17) 29 січня 1860 в місті Таганрог, Ростовської області у невеличкому саманному будиночку на Поліцейській вулиці (зараз — вулиця Чехова). Дитинство письменника пов'язано з церковними святами та іменинами. В будні дні після школи він з братом сторожили лавку батька, а в п'ять годин ранку кожен день ставили співати у церковному хорі. Як казав сам Чехов: «В дитинстві у мене не було дитинства».
Спочатку Антон Чехов вчився у грецькій школі в Таганрозі. Грек, що утримував школу, примушував зазубрювати уроки, бив учнів лінійкою, ставив у куток на коліна на грубу сіль.

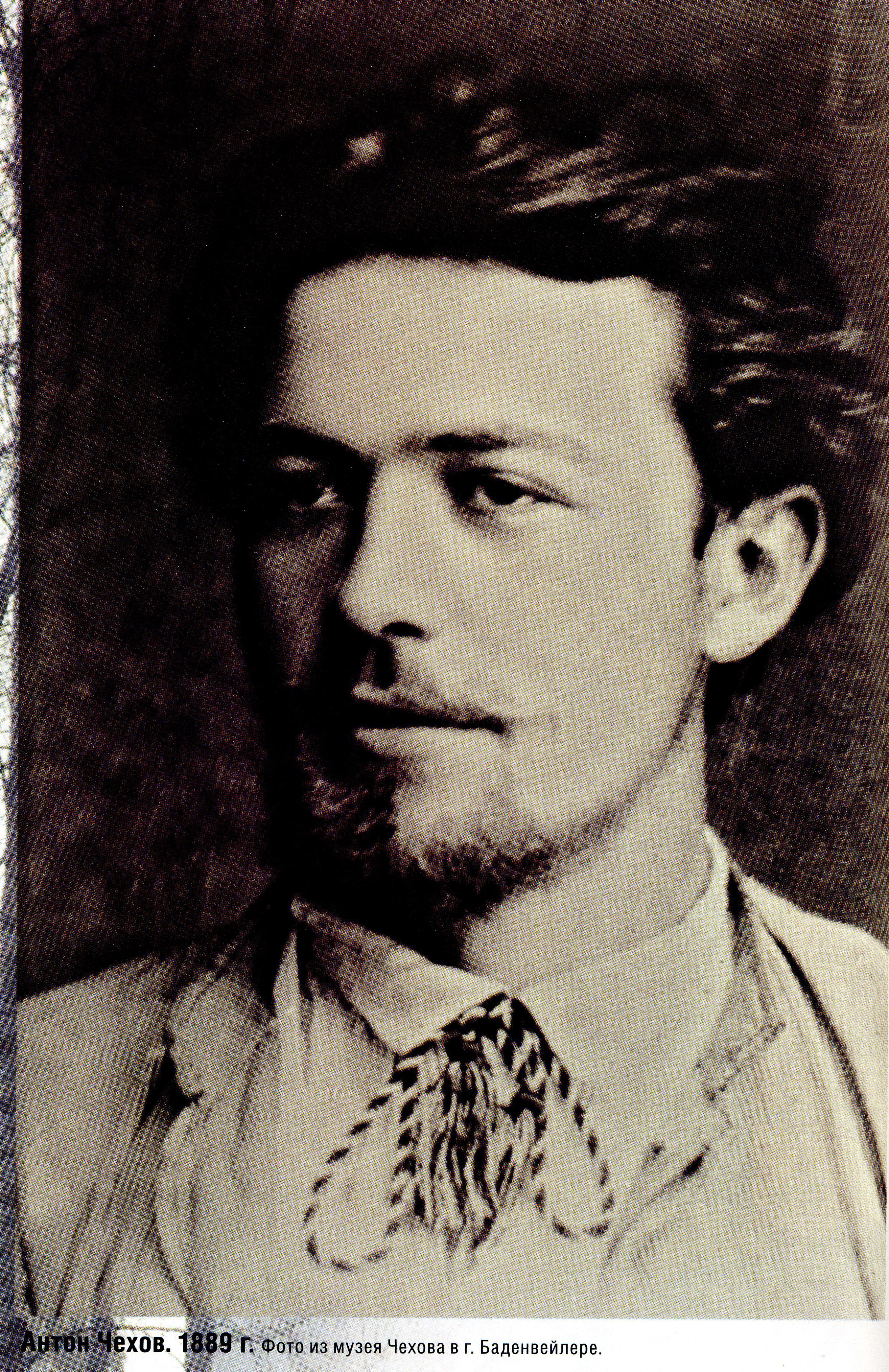
А. П. Чехов, 1898

У 8 років, після двох років навчання у грецькій школі, Антон вступив до Таганрозької гімназії (нині Гімназія № 2 ім. А. П. Чехова). Чоловіча класична гімназія була найстарішим навчальним закладом на півдні Російської імперії (заснована 1806 року) і давала добрі, як на той час, освіту і виховання. По закінченні восьми класів гімназії молоді люди могли без іспитів вступати до будь-якого російського університету або поїхати навчатися за кордон. У гімназії сформувалося його бачення світу, любов до книг, знань і театру. Тут він отримав свій перший літературний псевдонім «Чехонте», яким його нагородив вчитель Закону Божого Федір Платонович Покровський. Тут почалися його перші літературні та сценічні досліди. Першу драму «Безотцовщина» Антон Чехов написав у 18 років. Особливу роль у формуванні творчості Чехова зіграв Таганрозький драматичний театр, заснований 1827 року. Чехов побував у ньому вперше у 13 років, коли побачив п'єсу Жака Оффенбаха «Прекрасна Єлена». Музика та книга пробуджували у юного Чехова бажання до творчості.
Пізніше, в одному зі своїх листів, Чехов написав: «Театр мені давав колись багато хорошого… Раніше для мене не було більшої насолоди як сидіти в театрі …» Не випадково герої його перших творів, таких як «Трагік», «Комік», «Бенефіс», «Недаремно курка співала», були акторами і актрисами. Антон Чехов брав участь у домашніх спектаклях свого друга по гімназії Андрія Дмитровича Дроссі.
Чехов-гімназист видавав гумористичні журнали, придумував підписи до малюнків, писав гумористичні розповіді, сценки. Свою першу п'єсу «Сирітство» він написав у 18 років під час навчання у гімназії. Гімназійний період Чехова був важливим періодом дозрівання і формування його особистості, розвитку її духовних основ. Гімназичні роки дали Чехову величезний матеріал для письменницької роботи. Найтиповіші і колоритні постаті з'являться пізніше на сторінках його творів. Можливо, однією з таких фігур був і його вчитель математики Едмунд Йосипович Дзержинський — батько майбутнього першого голови ВЧК, Фелікса Дзержинського. 1876 року родина Чехових переїхала до Москви, через те що батько письменника збанкрутував та розпродав майно в Таганрозі, в тому числі свій дім. Однак Чехов залишився до закінчення навчання у Таганрозі, заробляючи собі на життя репетиторством. 1879 року він закінчив гімназію.

### Дорослі роки життя
1879 року переїхав до батьків у Москву і вступив на медичний факультет Московського університету, де навчався у професорів Миколи Скліфосовського, Григорія Захар'їна та інших. Також 1879-го брат Антона Іван отримав місце вчителя в підмосковному місті Воскресенську. Йому виділили простору квартиру, де могла би проживати навіть родина. Чехови жили у Москві тісно, тому приїжджали на літо до Івана у Воскресенськ. Йому виділили велику квартиру, в якій могла розміститися ціла сім'я. Чехови, які жили в Москві близько, приїхали на літо до Івана в Воскресенськ. Там 1881 року Антон Чехов познайомився з доктором П. А. Архангельським, завідувачем Воскресенської лікарні (Чикінської лікарні). З 1882 року, будучи студентом, він уже допомагав лікарям приймати пацієнтів. 1884 року Чехов закінчив курс університету і почав працювати повітовим лікарем у Чикінській лікарні. Як згадував Архангельський:
|  | Антон Павлович брав час у своїй роботі, іноді висловлюючи свої дії як ніби невпевнені; але все, що він робив з увагою і видимою любов'ю до роботи, особливо з любов'ю до пацієнта, який пройшов через його руки. <... > Психічний стан пацієнта завжди привертав особливу увагу Антона Павловича, і разом зі звичайними ліками він надавав великого значення впливу на психіку пацієнта з боку лікаря і навколишнього середовища. |

Потім він працював у Звенигороді, де певний час завідував лікарнею.

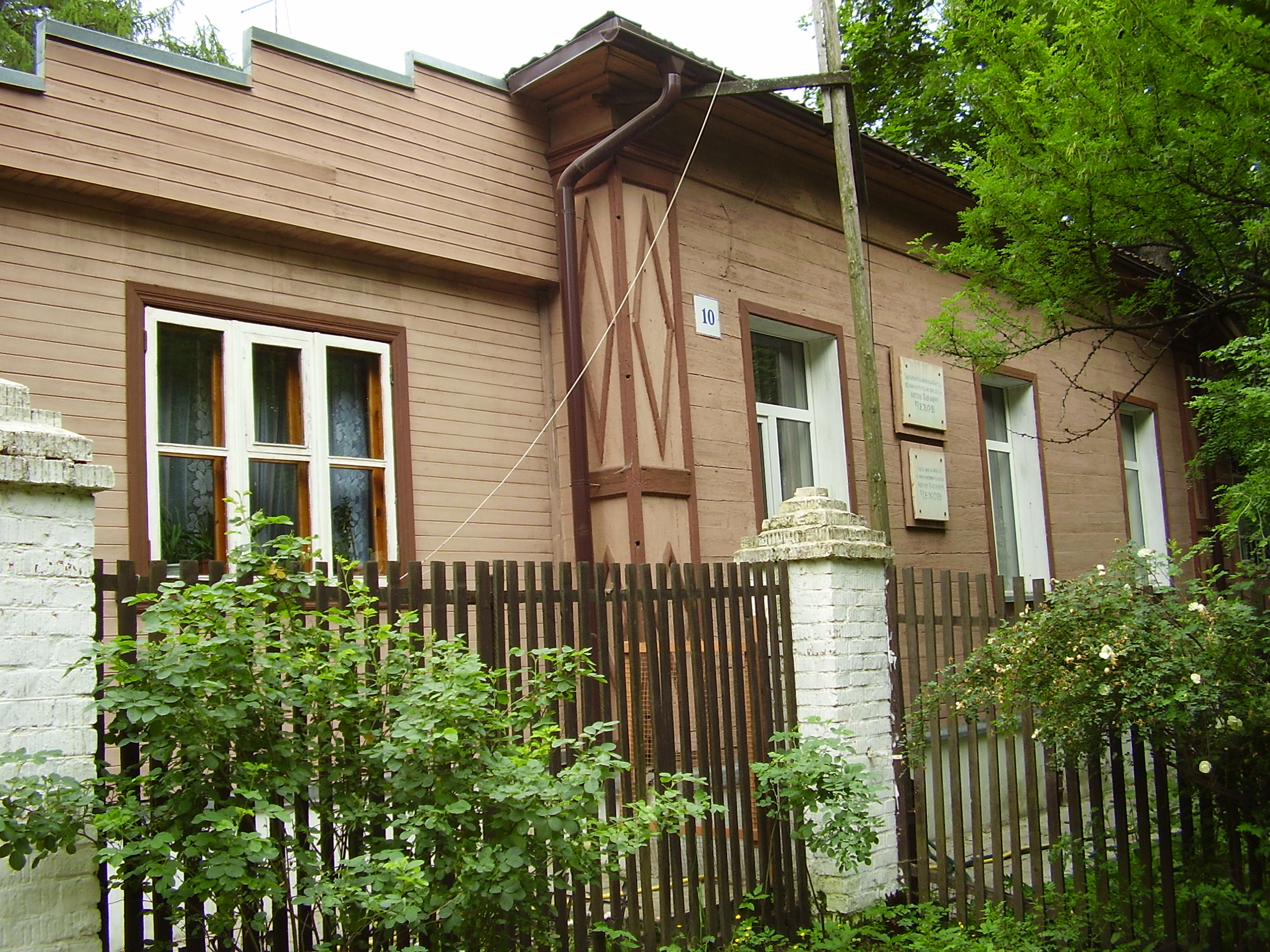
Будівля колишньої звенигородської лікарні, де працював А. П. Чехов

У березні 1880 року, будичи студентом першого курсу, у 10 номері журналу «Стрекоза» виходить його перший друкований твір: розповідь «Лист до вченого сусіда» та «Що найчастіше зустрічається у романах, повістей в іншому».
У наступні роки Чехов писав оповідання, фейлетони, гуморески — «дріб'язкові речі» під псевдонімами «Антоша Чехонте» і «Людина без селезінки» або їх варіанти, або зовсім без підпису — у виданнях «малої преси», переважно гумористичних: московських журналах «Будильник», «Зритель» та ін. і в петербурзьких гумористичних тижневиках «Осколки», «Стрекоза». Чехов співпрацював з «Петербурзькою газетою» (з 1884 року, з перервами), з суворінською газетою «Новое время» (1886—1893) і з «Русские ведомости» (1893—1899).
У 1882 році Чехов підготував першу збірку оповідань «Пустощі», але через труднощі цензури він не пішов. У 1884 році вийшла збірка його оповідань «Казки про Мельпомену» (за підписом «А. Чехонте»).
У 1883 році став одним із засновників російського гімнастичного товариства.
З весни 1885 року сім'я Чехових переїхала до помістя Бабкіно неподалік Воскресенська. Тим часом Антон Павлович пише збірки творів «Пестрые рассказы» (1886), «Невинные речи» (1887). Від початку співпраці з редакцією газети Чехов відмовляється від свого псевдоніму і підписується повним прізвищем.
1887 року в театрі поставили першу п'єсу Чехова «Иванов».
Наприкінці 1880-х років Антон Павлович жив у Москві на Садово-Кудринській вулиці (1886—1890 рр.). Там він знімав невеличкий двоповерховий флігель, який за своєю архітектурою нагадував старомодний комод. Разом із ним проживали його батьки, сестра Марія Павлівна, яка викладала в приватній гімназії Л. Ф. Ржевської, молодший брат Михайло Павлович  — студент юридичного факультету Московського університету. Інші брати жили окремо: журналіст Олександр Павлович — у Петербурзі, педагог Іван Павлович — в Москві на казенній квартирі при Арбатському училищі, художник Микола Павлович то жив із своєю позашлюбною дружиною А. А. Гольден в «мебльованих кімнатах», то раптом повертався до брата в «будинок-комод», щоб потім знову кудись несподівано подітись.
Влітку 1888 і 1889 рр. сім'я Чехова мешкала у маєтку поміщиків Линтварьових (будиночку з колонами) у селі Лука біля Сум Харківської губернії. Приїхавши з Москви 6 травня 1888 з матір'ю Євгенією Яківною і сестрою Марією, в той же день не втримався і поділився своєю радістю з братом Іваном: «Іване! Ми приїхали! Дача чудова. Місцевість поетична, флігель просторий і чистенький, меблі зручні і в достатку. Ставок величезний, з версту довжиною. Пахне чудно, сад старий-престарий».
Перебування Чехова на Луці супроводжувалося приїздами численних гостей зі світу літератури і мистецтва, виїздами до Полтавської губернії, відвідуванням ярмарків. І звичайно, Чехов займався тут лікарською практикою. Та закінчив написання оповідання «Неприємність», розпочате ще в Москві, та відправив його до Петербурга 23 травня 1888 в газету О. С. Суворіна «Новое время».
У 1889 році тут помер від туберкульозу його брат художник Микола Чехов. Нині у приміщенні флігеля, де мешкала родина Чехових, розташовано Будинок-музей Чехова в Сумах.
1890 року Чехов вирушив до Сибіру, а згодом відвідав Сахалін — місце заслання каторжників.

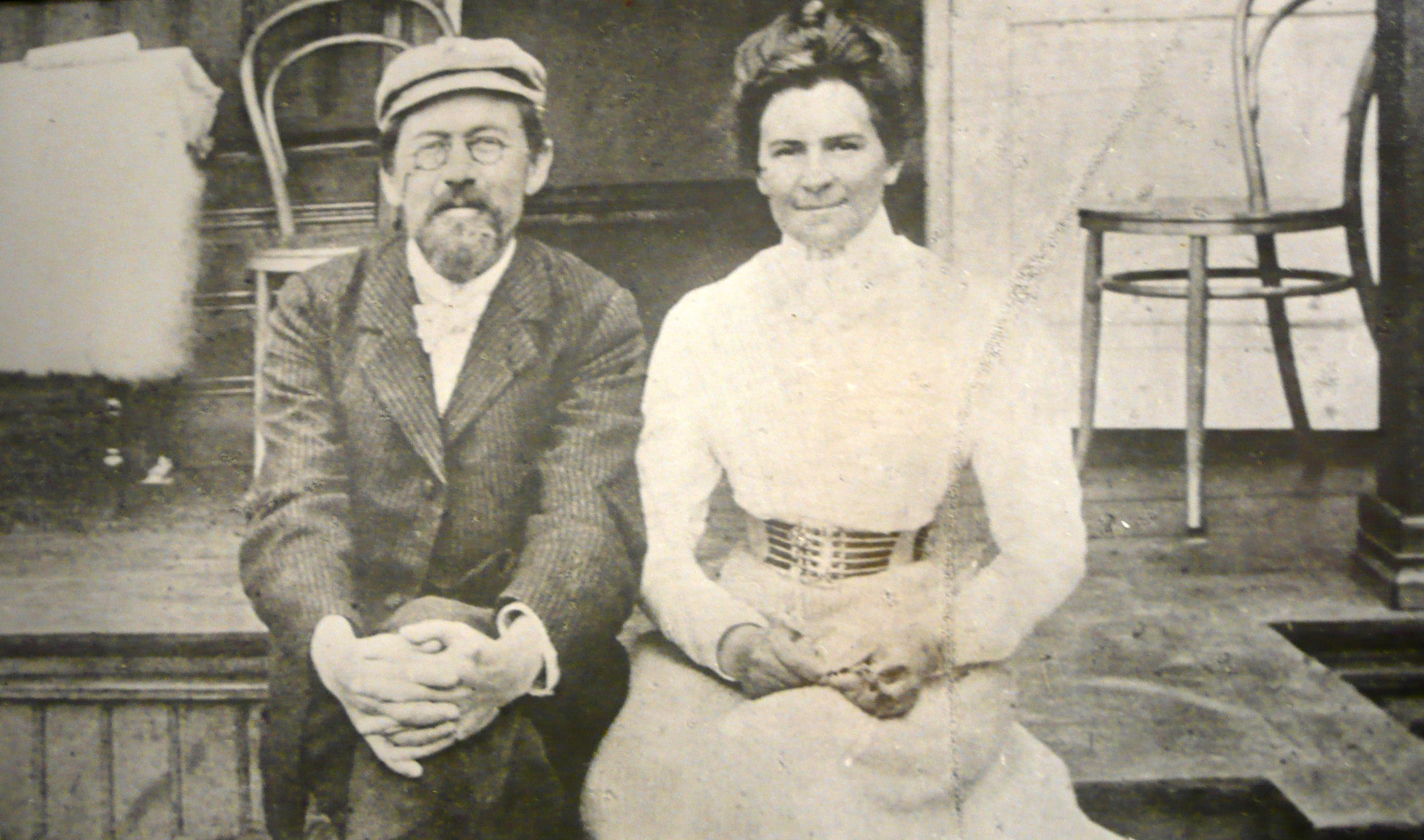
Антон Чехов та Ольга Кніппер

1892 року Чехов купив помістя в Меліхово. Тут він не лише багато писав у період розквіту його творчості, але й отримав значну медичну практику.
1897 року у Чехова різко загострився туберкульоз. Від цього його здоров'я настільки ослабло, що лікарі прописали йому вирушити на південь. Тому Чехов купив невеличку ділянку землі в Ялті і починає там будувати дачу.
У травні Чехов одружився з Ольгою Кніппер — акторкою Московського Художнього театру німецького походження. Дітей у шлюбі не було.

### Смерть
Довгий час вважалось, що письменник помер від туберкульозу. В історії хвороби Чехова, яку вів у клініці лікар письменника Максим Маслов, записано, що у гімназичні та студентські роки Чехов хворів на туберкульозне запалення очеревини, але «стискання в груднині» відчував ще в 10-річному віці. З 1884 року Чехов страждав на кровохаркання з правої легені.

Деякі дослідники вважають, що фатальну роль у житті письменника відіграла подорож на Сахалін — там усюди було бездоріжжя, тож тисячі кілометрів довелося їхати на конях, у сирому одязі й наскрізь промоклих валянках (сам Чехов і його близькі пов'язували захворювання на туберкульоз саме з поїздкою). Інші називали причиною загострення туберкульозу часті переїзди з Ялти до Москви у найнесприятливіший для здоров'я час. А також деякі біографи наголошували, що Чехов запустив хворобу і звернувся до лікаря лише у 37-річному віці.
1904 року поставили п'єсу «Вишневий сад» — останній твір Чехова.

(2) 15 липня 1904-го Чехов виїхав на курорт до Німеччини. Через раптове загострення хвороби, яке йому не вдалося побороти, письменник помер 2 (15) липня 1904 р. в м. Баденвайлері, Німеччина. Це сталося в ніч із 1 на 2 липня 1904 року. За свідченням дружини Ольги Леонардівни,
…вночі він прокинувся і вперше у житті сам попросив послати по лікаря. Потім наказав подати шампанського. Антон Павлович сів і якось урочисто, голосно сказав лікареві німецькою (він дуже мало знав по-німецьки): «Ich sterbe». Потім повторив для студента або для мене по-російськи: «Я помираю». Потім узяв келих, повернув до мене обличчя, посміхнувся своєю дивною посмішкою, сказав: «Давно я не пив шампанського…», спокійно випив усе до дна, тихо ліг на лівий бік і незабаром стих назавжди".

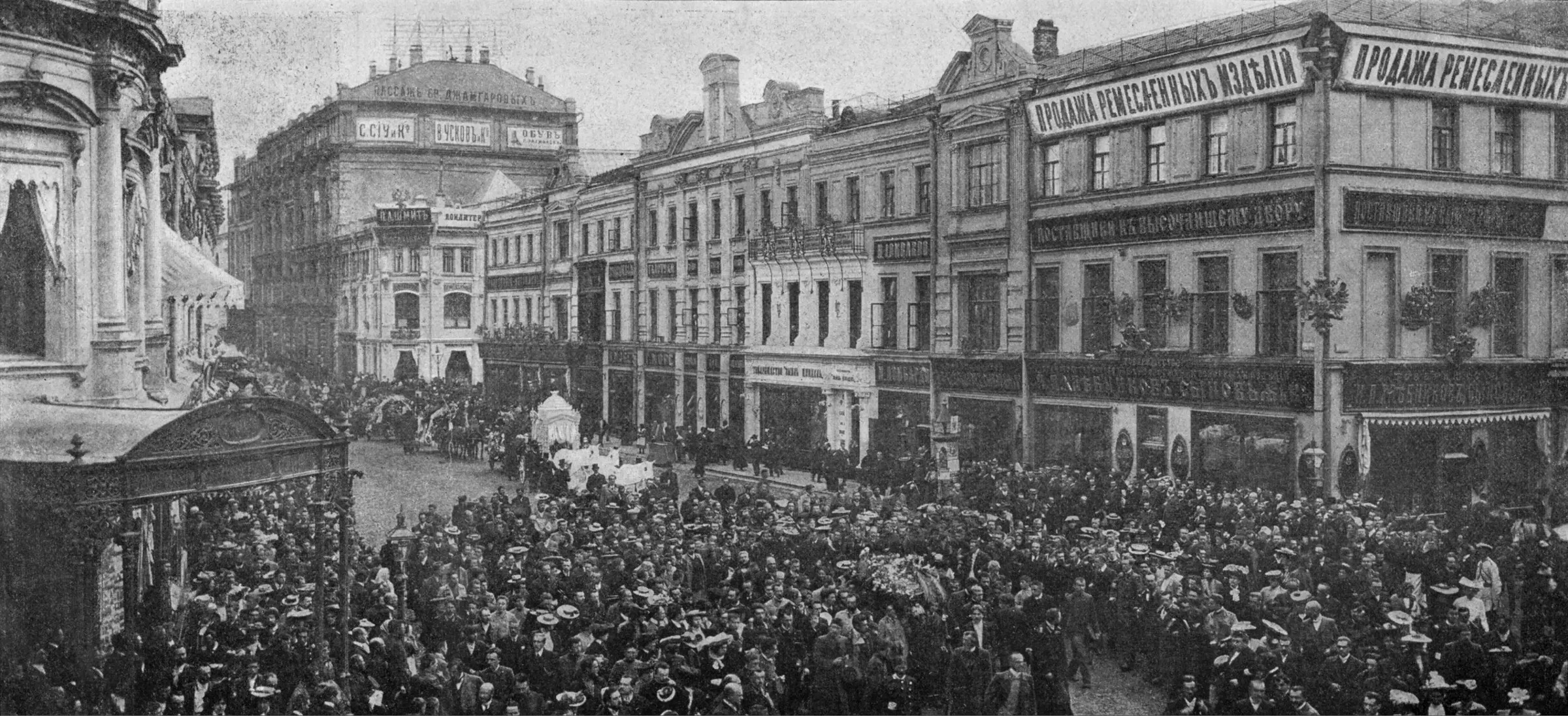
Похорон Антона Чехова

Труну з тілом письменника привезли до Москви, де 9 (22) липня 1904 року відбувся похорон. Його відспівували в Успенській церкві Новодівочого монастиря. А поховали за цією ж церквою на монастирському цвинтарі поруч із могилою його батька. На могилі поставили дерев'яний хрест з іконою і ліхтариком для лампадки. У річницю смерті А. П. Чехова 2 (15) липня 1908 року на могилі відкрили новий мармуровий пам'ятник у стилі модерн за проєктом художника Леоніда Браїлівського. У 1933 році, коли закрили цвинтар на території Новодівочого монастиря, на прохання Ольги Кніппер відбулося перепоховання Чехова за південною стіною монастиря. 16 листопада 1933 у присутності нечисленних родичів і близьких знайомих могилу відкрили, і труну на руках перенесли на нове місце. Незабаром сюди перенесли й обидва надгробки — А. П. Чехова та його батька (проте поховання П. І. Чехова залишили на старому місці).
У 2018 році вчені Інституту біологічних наук Куодрама, Норвіч, Великобританія, досліджували хімічний склад зразків, взятих з підписаної Чеховим листівки та його рукописів, а також сорочку з плямою крові на письменнику в момент його смерті. Під час дослідження, окрім протеїнів, які свідчать про наявність мікробактерій туберкульозу, в пробах також були знайдені протеїни, які свідчили про утворення тромба, що призвело до вазоконстрикції і подальшого крововиливу в мозок (інсульту), який вчені вважали безпосередньою причиною смерті письменника.

## Творчість
Всю творчість Чехова заведено ділити на два основні періоди: Чехово-Чехонтський і зрілий.

### Перший період творчості
У 1880 році, будучи студентом першого курсу, Чехов помістив в журналі «Бабка» розповідь «Лист до вченого сусіда» і гумореску «Що найчастіше зустрічається в романах, повістях тощо». Це був його дебют у пресі.
У наступні роки Чехов писав оповідання, фейлетони, гуморески — «дріб'язок» під псевдонімами Антоша Чехонте і Людина без селезінки або їх варіантами, або зовсім без підпису, у виданнях «малої преси», переважно гумористичних: московських журналах «Будильник», «Глядач» та ін. і в петербурзьких гумористичних тижневиках «Осколки», «Стрекоза». Чехов співпрацював з «Петербурзькою газетою» (з 1884 р., з перервами), з суворінською газетою «Новий час» (1886—1893 рр.) і з «Російськими відомостями» (1893—1899 рр.).
У 1882 Чехов підготував перший збірник оповідань «Витівка», але він не вийшов, можливо, через цензурні труднощі. У 1884 вийшла збірка його оповідань — «Казки Мельпомени» (за підписом «А. Чехонте»).
1885 — 1986 роки — період розквіту Чехова як «белетриста-мініатюриста» — автора коротких, в основному гумористичних оповідань. У той час, за його власним визнанням, він писав по розповіді на день. Сучасники вважали, що він і залишиться в цьому жанрі, але навесні 1886 він отримав лист від відомого російського літератора Д. В. Григоровича, де той критикував Чехова за те, що він витрачає свій талант на «дріб'язок». «Голодувати краще, як ми свого часу голодували, побережіть ваші враження для праці обдуманої (…) Одна така праця буде в сто разів вище оцінена сотні прекрасних оповідань, розкиданих в різний час з газет», — писав Григорович. Згодом до порад Григоровича приєдналися О. С. Суворін, І. Я. Білібін і О. М. Плещеєв.
Чехов прислухався до цих порад. З 1887 року він все менше співпрацював з гумористичними журналами; було перервано співпрацю з «Будильником». Його оповідання ставали все довшими і серйознішими. Про важливі зміни, що відбувалися тоді з Чеховим, говорить ще й нове бажання подорожувати. У тому ж 1887 році він вирушив у подорож на південь, в рідні місця; пізніше він їздив по «гоголівських місцях», в Крим, на Кавказ. Все це пояснювалося тим, що він відчував недолік вражень, невдоволення собою.
Поїздка на південь оживила спогади Чехова про проведену там молодість і дала йому матеріал для «Степу», першого його твору в товстому журналі — «Північний вісник». Дебют у такому журналі привернув велику увагу критиків, набагато більше, ніж до якого-небудь попереднього твору Чехова.
Восени 1887 року в листах Чехова з'явилися згадки про роботу над романом «в 1500 рядків». Вона тривала до 1889, коли Чехов, тяжився роботою такого великого розміру, нарешті відмовився від свого задуму. «Я радий, — писав він у січні Суворіну, — що 2-3 роки тому я не слухався Григоровича і не писав роману! Уявляю, скільки б добра я попсував, якби послухався (…) Крім достатку матеріалу й таланту, потрібно ще дещо не менш важливе. Потрібна змужнілість — це раз, по-друге, необхідно почуття особистої свободи, а це почуття стало розгоратися в мені тільки недавно».
Очевидно, саме недоліком цих властивостей був незадоволений Чехов наприкінці 1880-х, що й спонукало його до мандрів. Але він залишився незадоволений і після цих поїздок; йому була потрібна нова, велика подорож. Варіантами його були навколосвітня подорож, поїздка в Середню Азію, в Персію, на Сахалін. Врешті-решт він зупинився на останньому варіанті.
Але незважаючи на незадоволеність Чехова собою, його слава зростала. Після виходу «Степу» і «Нудної історії» увагу критиків і читачів була прикута до кожного нового твору. 7 (19) жовтня 1888 року він отримав половинну Пушкінську премію Академії наук за третю збірка — «В сутінках». У відповідній постанові академічної комісії було написано, що «оповідання п. Чехова, хоча і не цілком задовольняють вимогам вищої художньої критики, представляють проте ж видатне явище в нашій сучасній белетристичній літературі».
Наприкінці 1880-х років в манері Чехова з'явилася особливість, яку одні сучасники вважали перевагою, інші недоліком, — навмисна неупередженість опису, підкреслена відсутність авторської оцінки. Особливо цим виділяються «Спати хочеться», «Баби» і «Княгиня».

##### Сахалін
В 1889 році помирає його старший брат Микола. Тоді він задумується зайнятись «серйознішою» справою. Рішення поїхати саме до Сахаліну було остаточно ухвалено, очевидно, влітку 1889 року, після обговорення цього наміру з артисткою К. А. Каратигіною, що подорожувала по Сибіру і Сахаліну наприкінці 1870-х років. Але Чехов довго приховував цей намір навіть від найближчих; повідомивши про нього Каратигіну, він попросив тримати це в таємниці. Розкрив він цю таємницю тільки в січні 1890-го і це справило велике враження на суспільство. Посилювалося це враження ще й «раптовістю» прийнятого рішення, адже вже навесні 1890-го Чехов вирушив у подорож.
Шлях через Сибір зайняв кілька місяців, за які Чехов написав дев'ять нарисів, об'єднаних під загальною назвою «Із Сибіру». На Сахалін Чехов прибув 11 (23) липня. За кілька місяців перебування на ньому Чехов спілкувався з людьми, дізнавався історії їх життів, причини посилання і набирав багатий матеріал для своїх нотаток. Він провів справжній перепис населення Сахаліну, зібравши кілька тисяч карток про жителів острова. Адміністрація острова суворо заборонила спілкуватися з політичними в'язнями, але він порушував цю заборону.
Повертався Чехов восени і взимку 1890 року з Індійського океану через Суецький канал, відвідавши по дорозі острів Цейлон. 7 (19) грудня рідні зустріли його в Тулі. У наступні 5 років Чехов писав книгу  «Острів Сахалін» . Чехов працював у бібліотеці Товариства дослідників Амурської області, збираючи додаткові матеріали для книги про Сахалін. Що стосується художньої творчості, то подорож на Сахалін, за твердженням самого Чехова, справила величезний вплив на всі його подальші твори.
У 2005 на Сахаліні вперше в Росії опубліковані в одному виданні матеріали сахалінського перепису А. П. Чехова «Можливо, стануть в пригоді і мої цифри…» (рос. «Быть может, пригодятся и мои цифры...»). У виданні опубліковано всі 10 тисяч опитувальних карт, заповнених респондентами Чехова під час його подорожі на острів Сахалін 1890 року.

### Другий період творчості
З 1890 по 1892 рік, після повернення до Москви з поїздки по Сахаліну, Чехов оселився у невеличкому двоповерховому флігелі на Малій Дмитрівці.

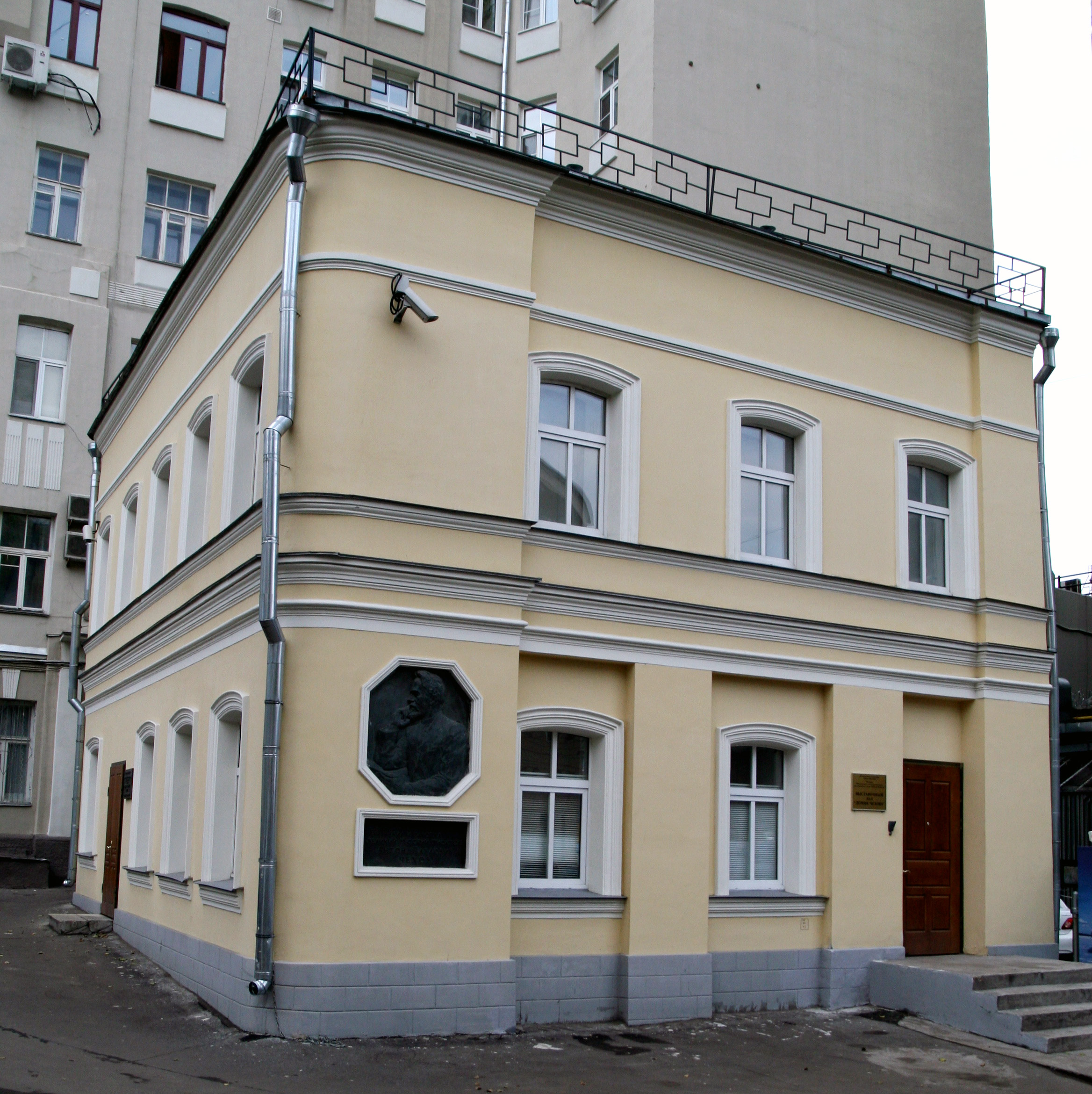
Флігель на Малій Дмитрівці, де жив письменник

Тут він працював над книгою «Острів Сахалін», творами «Стрибуха», «Дуель», «Палата № 6», а також зустрічався з письменниками В. Г. Короленком, Д. В. Григоровичем, В. А. Гіляровським, П. Д. Боборикіним, Д. С. Мережковським, В. І. Немировичем-Данченком, акторами О. П. Ленським і О. І. Южиним, художником І. І. Левітаном. Флігель зберігся до нашого часу і відзначений пам'ятною дошкою з барельєфом А. П. Чехова.
З 1892 по 1899 роки Чехов проживав у підмосковному маєтку Меліхово, де зараз міститься один із головних чеховських музеїв. За роки «меліховського сидіння» було написано 42 твори.

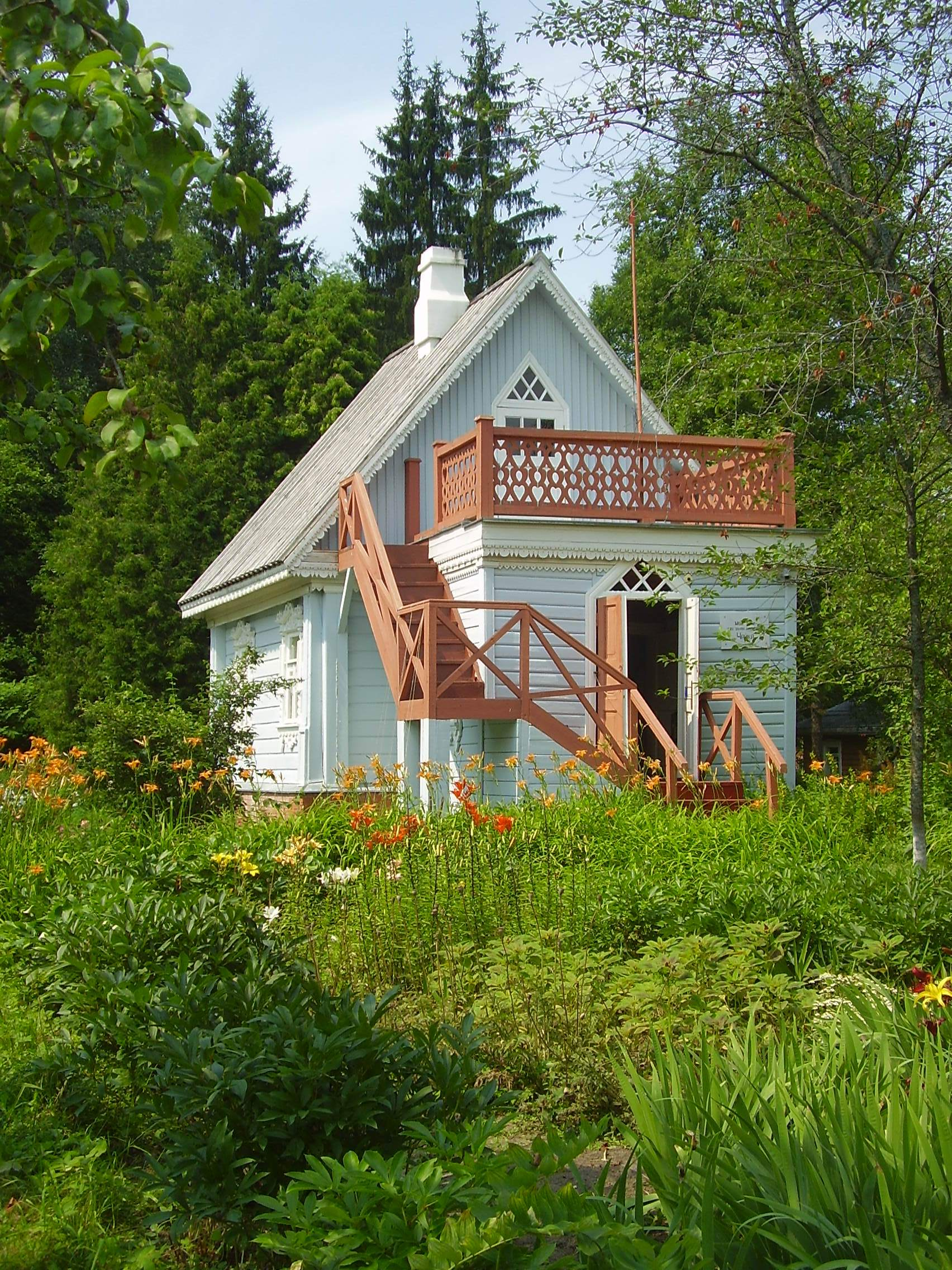
Флигель, у якому А. П. Чехов написав «Чайку». Меліхове

Пізніше Чехов багато подорожував по Європі. У 1899 він продав права на свої твори, які були написані і будуть написані протягом двадцяти років, видавцеві Адольфу Марксу за 75 тисяч рублів. Наприкінці 1898 року письменник купив ділянку землі в Ялті, де був побудований сад і будинок за проектом архітектора Л. Н. Шаповалова. Останні роки Чехов, у якого загострився туберкульоз, для поправки здоров'я, постійно живе у своєму будинку під Ялтою, лише зрідка приїжджаючи в Москву, де його дружина (з 1901 р.), артистка Ольга Леонардівна Кніппер, займає одне з провідних місць у трупі московського «Літературно-художнього гуртка» (Станіславського).
6 грудня 1899 указом імператора Миколи II Антон Чехов був нагороджений орденом Святого Станіслава III ступеня, першим «початковим» орденом в ієрархії нагород Російської імперії для державної особи . Як «бомба», він повинен був стати приватним дворянином. Однак звернення до одержувача було сформульовано в імператорському указі так: «Наш спадковий дворянин»… Таким чином, А. П. Чехов придбав права спадкового дворянства і право на включення до 1-ї частини (так званої «грантової, або реальної» знаті) дворянського родоводу Московської губернії, адже саме там була нерухомість. Сам Чехов ніколи не згадував про цю обставину, не відомо жодного іншого документа, в якому він був названий або сам іменувався спадковим дворянином. Оригінал указу Миколи II був випадково виявлений тільки в 1930 році.
У 1900 р., при перших же виборах у Пушкінське відділення академії наук, Чехов був вибраний в число його почесних академіків. У 1902 році Чехов разом з В. Г. Короленком відмовився від звання академіка після розпорядження Миколи II анулювати обрання Максима Горького в почесні академіки.

### Основні твори

#### П'єси
1. 1878 — Безбатченка
2. 1884 — На великій дорозі
3. 1886 — Про шкоду тютюну
4. 1887 — Лебедина пісня (Калхас)
5. 1887 — Іванов
6. 1888 — Ведмідь
7. 1889 — Пропозиція (жарт в одній дії)
8. 1889 — Трагік мимоволі
9. 1889 — Весілля
10. 1889 — Лісовик
11. 1889 — Тетяна Рєпіна
12. 189х — Ніч перед судом
13. 1891 — Ювілей
14. 1896 — Чайка
15. 1896 — Дядя Ваня
16. 1900 — Три сестри
17. 1903 — Вишневий сад

#### Повісті
1. 1882 — Непотрібна перемога
2. 1882 — Бариня
3. 1882 — Живий товар
4. 1882 — Запізнілі квіти
5. 1884 — Драма на полюванні (Істинна подія)
6. 1888 — Степ
7. 1888 — Вогні
8. 1889 — Нудна історія
9. 1891 — Дуель
10. 1892 — Палата № 6
11. 1893 — Розповідь невідомої людини
12. 1894 — Чорний чернець
13. 1895 — Три роки
14. 1896 — Моє життя
15. 1897 — Чоловіки
16. 1899 — В яру
17. 1900 — Мужики (глави X, XI, незакінчене продовження повісті)

## Псевдоніми Чехова
Як і всякий письменник-гуморист, Чехов користувався десятками різноманітних псевдонімів. Досі вони розкриті далеко не повністю, оскільки і сам Чехов при підготовці зібрання творів для А. Ф. Маркса не міг пригадати приналежності всіх своїх ранніх оповідань. Функція псевдоніма гумориста полягала не стільки в приховуванні справжнього авторства, скільки в зацікавленні читача, бажанні його заінтригувати (звідси варіативність, навмисна заплутаність — читач повинен був спробувати сам вгадати авторство розповіді). Найчастіше псевдонім — необхідний елемент композиції конкретного оповідання, частина літературного фарсу і не може бути правильно розкритий поза його контекстом. У рідкісних випадках підґрунтя того чи того псевдоніма Чехова могло бути відомим лише вузькому колу його знайомих і вимагало додаткової розшифровки. Нижче наводиться список з 43 псевдонімів письменника, відомих до кінця минулого століття:
- А. П.,
- А. П. Ч-в
- Академик Тото
- Акакий Тарантулов
- Антоша,
- Антоша Ч.,
- Антоша Ч.***,
- Антоша Чехонте,
- А-н Ч-те,
- Ан. Ч.,
- Ан. Ч-е,
- Анче,
- Ан. Че-в,
- А. Ч.,
- А. Ч-в,
- А. Ч-х-в
- Антуан Шпонька
- А. Че-в,
- А Чехонте,
- Г. Балдастов,
- Макар Балдастов,
- Бокль
- Н. Н. Борисов
- Брат моего брата,
- Врач без пациентов,
- Вспыльчивый человек,
- Гайка № 6,
- Гайка № 9,
- Грач,
- Гудияди Янос
- Два Аякса
- Дон Антонио Чехонте,
- Дяденька,
- Кисляев,
- М. Ковров,
- Крапива,
- Лаэрт
- Некто
- Нте
- А.Павлов
- Панько
- Полковник Кочкарёв
- Лаэрт,
- Прозаический поэт,
- Рувер,
- Рувер и Ревур,
- Улисс,
- Ц.,
- Ч. Б. С.,
- Ч. без с.,
- Человек без селезёнки,
- Чехонте,
- Ч. Хонте, А.,
- Цынцыннатус
- Шампанский,
- Шиллер Шекспирович Гёте[18]

## Чехов і Україна

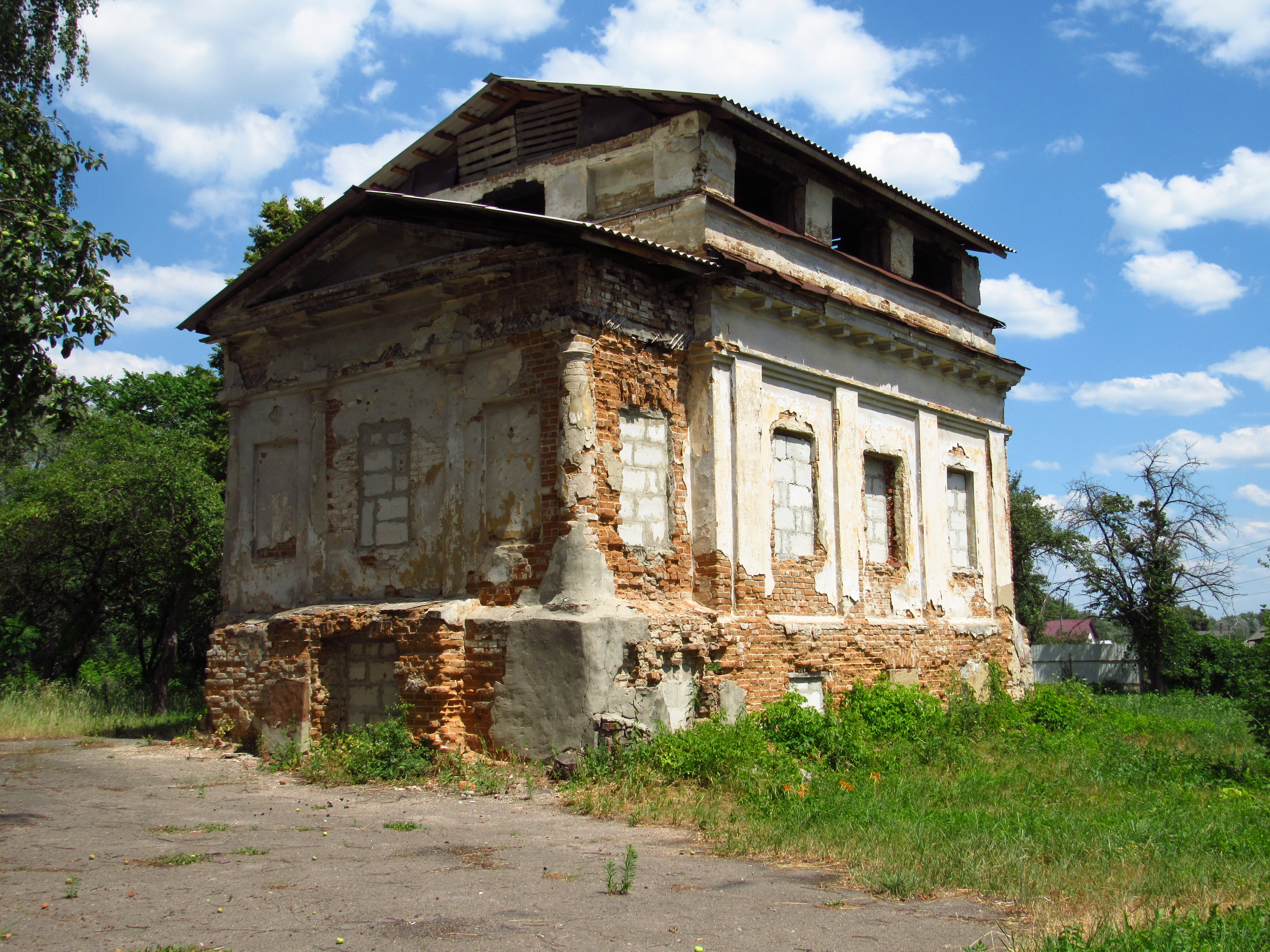
Східний флігель садиби Лінтварьових, в якому письменник зупинявся в 1894 році. Сучасне фото

Життя й творчість письменника були тісно пов'язані з Україною. Навесні 1887 р. він подорожував Донецьким краєм, у 1888—1889 pp. двічі жив під Сумами. У своїх творах «Степ», «Людина у футлярі», «Іменини» А. Чехов відобразив людей та природу України. Він високо цінував діячів українського театру М. Садовського і М. Заньковецьку.
Ще за життя письменника переклади його творів українською друкувалися в газеті «Громадський голос», «Літературно-науковий вісник», видавались збірки оповідань. І в наші дні п'єси А. Чехова незмінно прикрашають репертуар українських театрів.
1902 року, розмовляючи на Білій дачі (в Ялті) з Горьким і Б. Лазаревським, Чехов зізнавався: «Я справжній малорос, я в дитинстві не говорил інакше як по-малоросійському».
Чехов читав у оригіналі твори Шевченка, видання яких у двох томах купив у Львові 1894. Підтримував контакти із вихідцями з України (письменниками П. Сергієнком, Г. Потапенком — уродженцем Херсонської губернії, прототипом Тригоріна із п'єси «Чайка», В. Гіляровським — нащадком запорозьких козаків). Вони надавали йому допомогу у виданні «Повного зібрання творів», залишили яскраві спогади. В оповіданні «Наречена», де відчутний мотив із поезії Т. Шевченка «Оженись на вольній волі / на козацькій долі», наявний український архетип «шукання козацтва», перенесений письменником на російський ґрунт. І в самій назві п'єси «Вишневий сад», як вважають дослідники, також є характерний для ментальності українського народу образ «вишневого саду» як батьківського гнізда, родинної традиції.

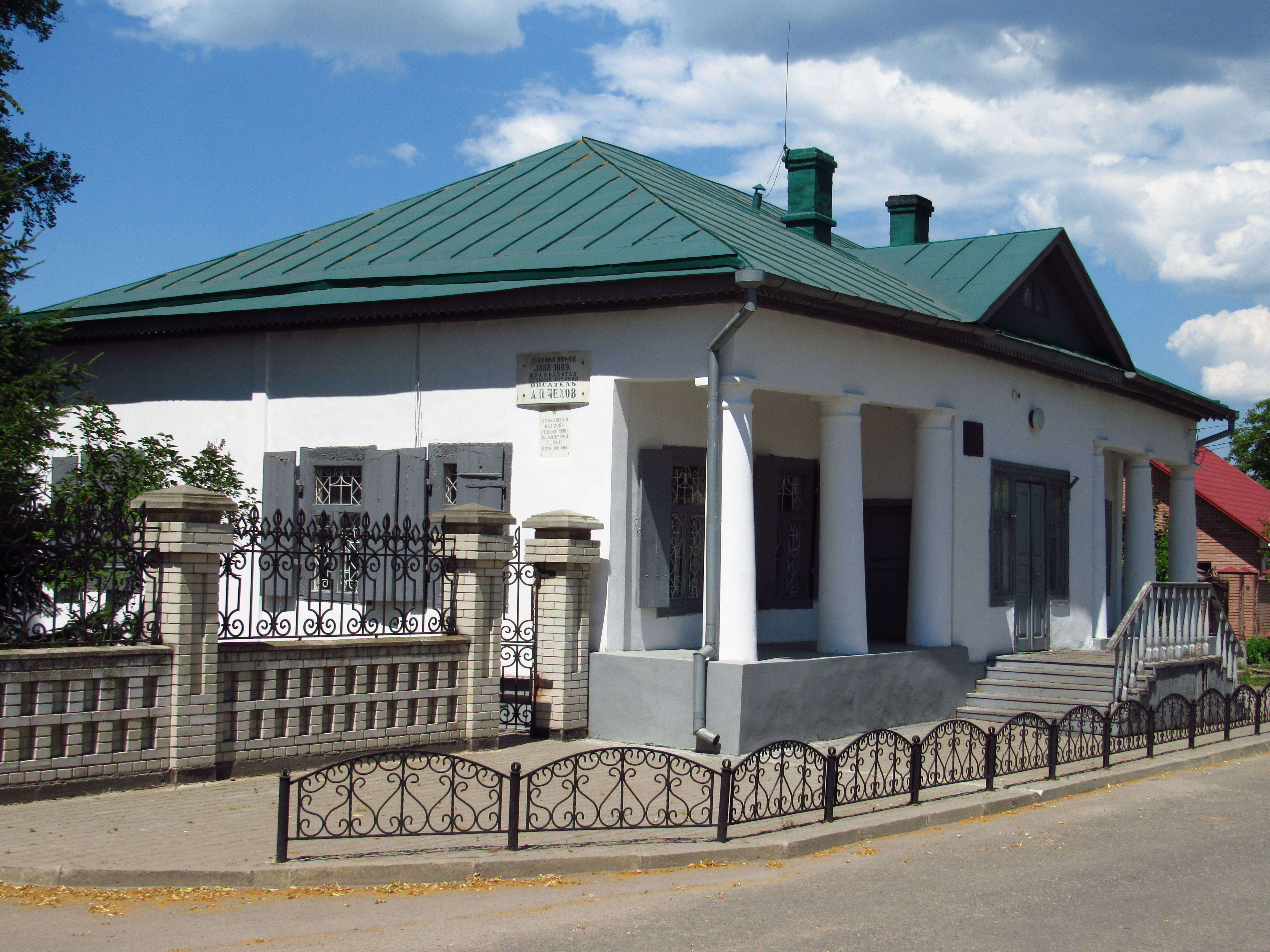
Флігель Чехова в маєтку Лука (Суми)

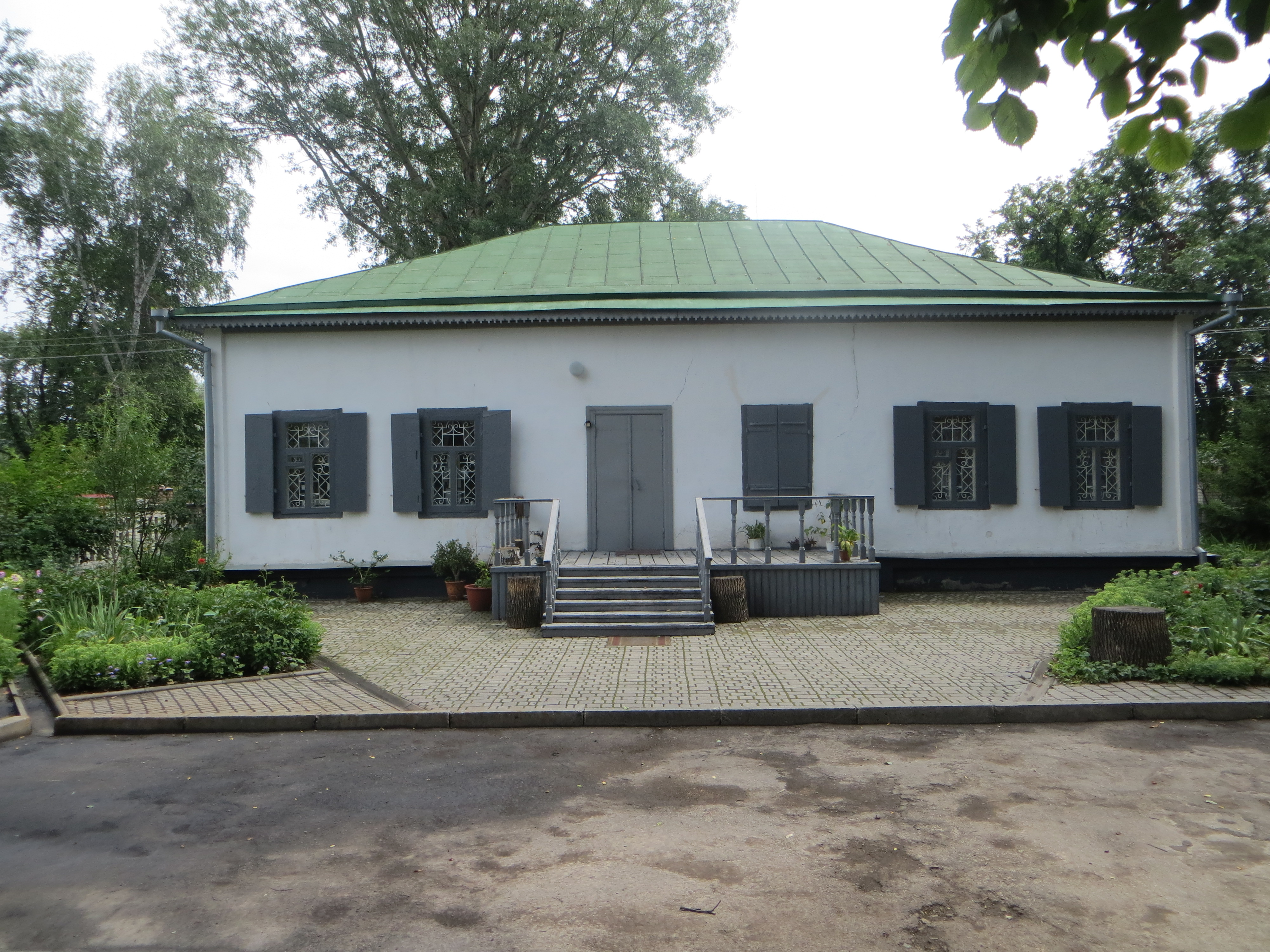
Флігель Чехова в маєтку Лука (парковий фасад)

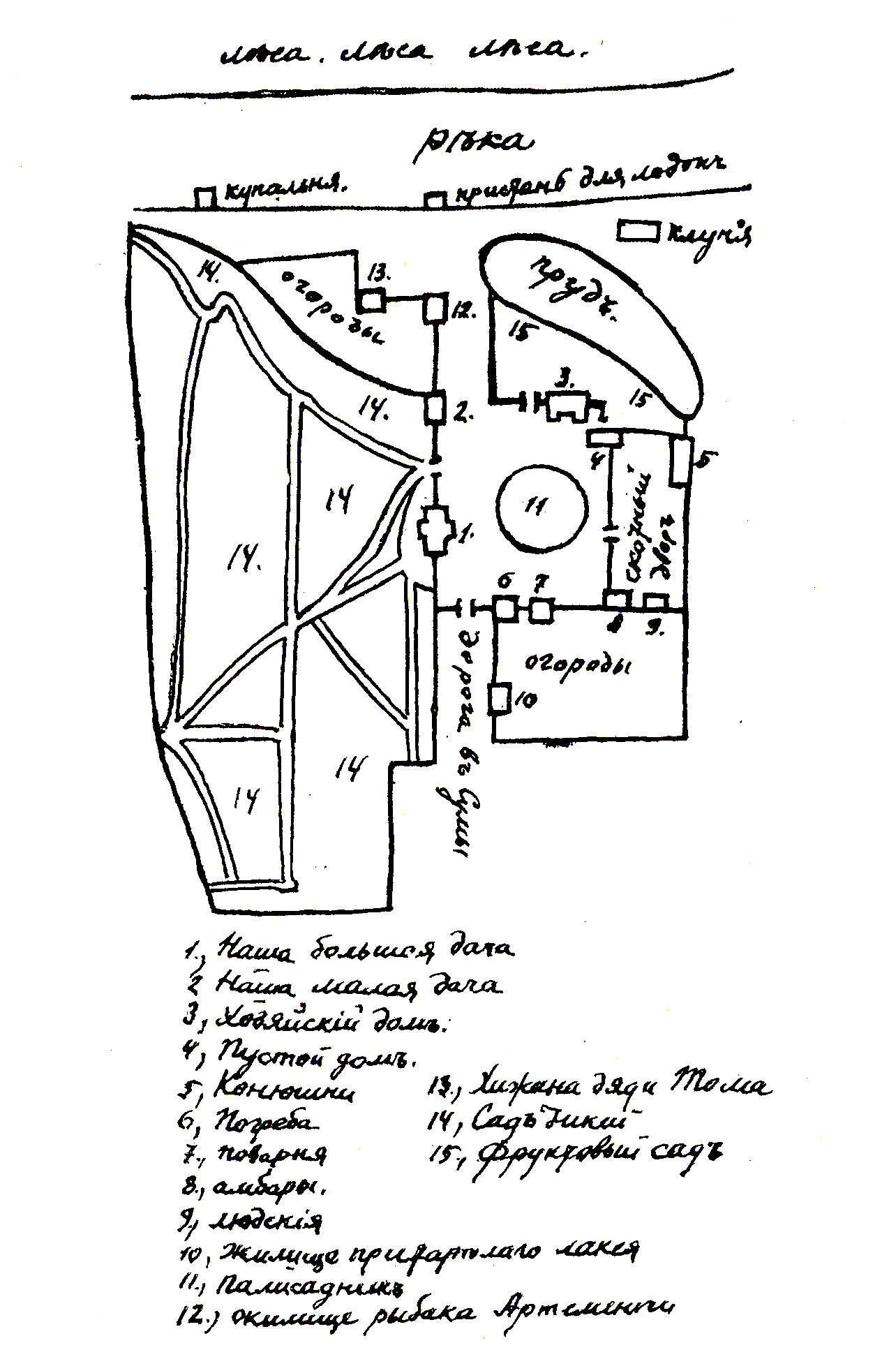
План маєтку Линтварьових зроблений А. П. Чеховим

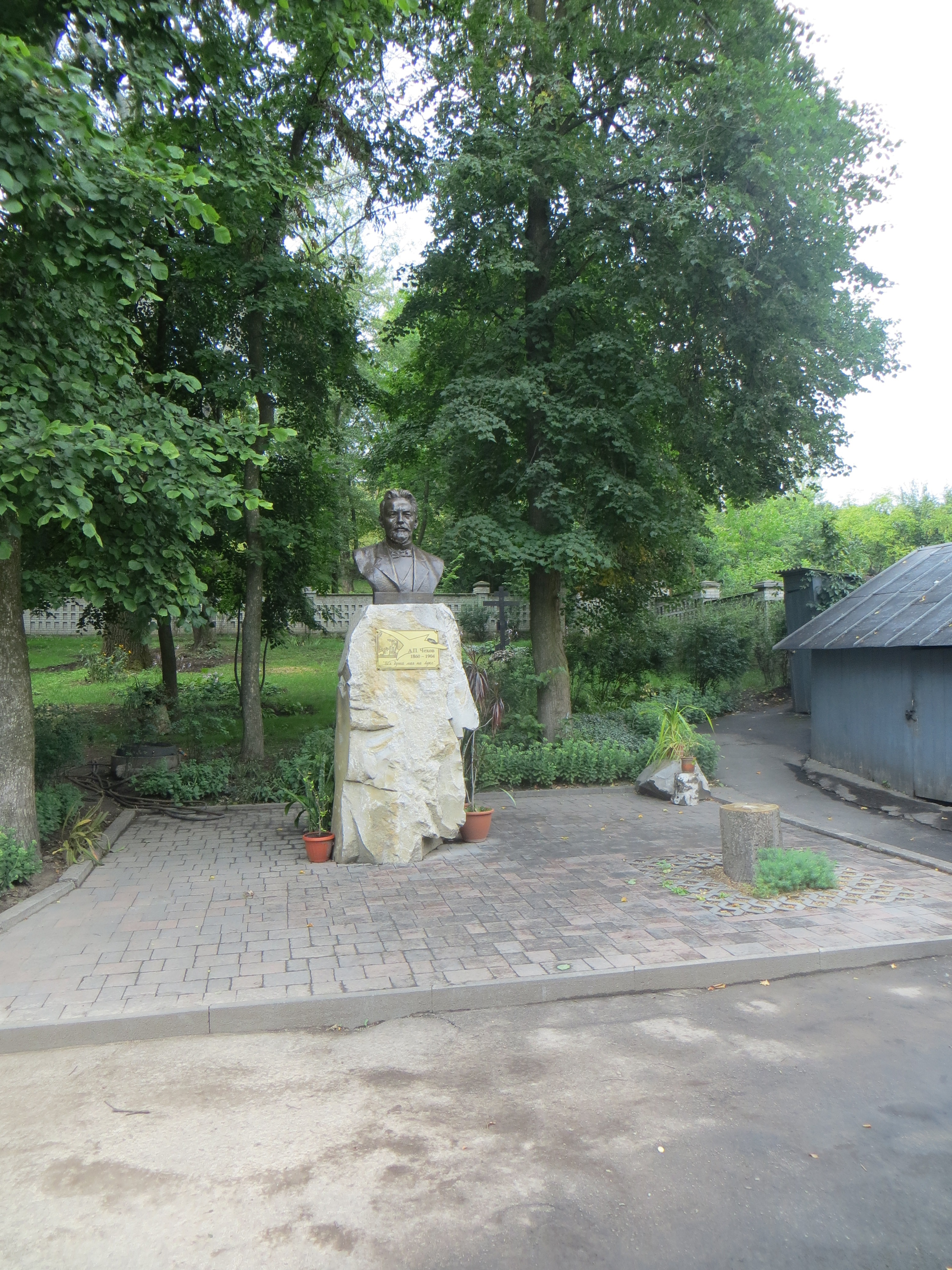
Пам'ятник Чехову в маєтку Лука (Суми)

|             | Я знайшов собі дачу і вчора відправив завдаток. Місто Суми Харківської губернії, на річці Псьол (притока Дніпра), недалеко від Полтави. Я винайняв флігель в маєтку за сто рублів за літо; флігель з трьох боків оточений садом; близько став і річка. Буду все літо кружляти Україною і на манір Ноздрєва їздить по ярмарках. |
| — А.П.Чехов | |

В Суми на Луку, родина Чехових приїхала на початку травня 1888 року. Лука, де поселилась «мила Чехія», як називав поет О. М. Плещеєв дружню і щиру родину Антона Павловича, одразу сподобалась письменнику. Він поспішає поділитись своїми враженнями з друзями:
Занадто в мене тут хороше! Так хороше, що й описати не можливо! Природа просто пречудова, скрізь файно, багато простору, люди пригожі, повітря тепле, кольори також красовиті… Загалом Ви не розкаєтесь, якщо приїдете.
Зі своїми орендодавцями — Линтварьовими — письменник швидко зблизився. Це була дуже культурна родина, ліберальних поглядів із яскраво вираженими українофільськими симпатіями, за якою навіть наглядала поліція. Їхні матеріальні справи були далекими від благополуччя, втім вони не збирались продавати маєток, а здавали в оренду під квартири три флігелі з чотирьох. В 1888 році в одному з флігелів жив службовець рафінадного заводу Григорій Олександрович Артеменко. Чехов із ним товаришував і разом рибалив. Другий флігель займав мировий суддя Д. В. Деконор. Четвертий — самі господарі.

На березі р. Псел Чехов часто зустрічався з робітниками, які працювали на рафінадному заводі Харитоненка, розмовляв з ними, цікавився їхнім побутом. Своїми враженнями ділився в листах:
Кожен день їзджу лодкою до млина, а ввечері з шаленими риболовами з заводу Харитоненка відправляюсь на острів ловити рибу. Розмови бувають цікаві. Під час Трійці всі шалені будуть ночувати на острові та ловити рибу, і я також. Є типи пречудові.
Згодом ці «типи» втілились в майбутніх творах. Про свою творчу діяльність письменник не розповсюджувався, але про те, що він лікар населення Луки дізналось відразу. Лікар із Москви набув тут неабиякої популярності, до нього приходили хворі не лише місцеві, а й із сусідніх сел: Баранівки, Токарів, Пришибі. Наплив людей був настільки великим, що довелось навіть встановлювати часи прийому.
На Луку гостювати до Чехова приїздили різні відомі постаті. Так в середині травня приїхав О. М. Плещеєв. Зустрічали його урочисто всі Чехови та всі Линтварьови, хоча потяг прибув о першій годині ночі. На той час Плещеєву було 63 роки, Чехову — 28. Різниця у віці значна, втім це не було для них проблемою. Їхня дружба тривала все життя. Згодом, на Луку навідалися письменник Казимір Станіславович Баранцевич, віоленчеліст Великого театру Маріан Ромуальдович Семашко, флейтист Олександр Гнатович Іваненко. Саме Іваненко підшукав флігель Линтварьових для відпочинку родині Чехових. Антон Чехов гостював у Олександра Іваненка, відвідавши його батьківщину — село Глибне Сумського повіту.

Свою першу подорож по Україні із Луки Чехов втілив у життя після від'їзду Плещеєва. У селі Бакумівка недалеко від Сороченців проживали родичі Линтварьових Смагіни: два брата Олександр і Сергій Івановичі та їхня старша сестра Олена Іванівна. Смагіни доводились внуками Муравьойовим-Апостолам по їх сестрі Аннеті (Анні Іванівні). Маєток Смагіних мав значні розміри, втім був запущений більш ніж Лука. Тут Чехов прожив п'ять днів і звідси відвідав Хомутець, Сорочинці, Миргород, а по дорозі Веприк, Лебедин, Межиріч. У середині липня Чехов вперше поїхав до Криму, провів одинадцять діб на дачі в О. С. Суворіна в Феодосії, познайомився з художником І. К. Айвазовським у його маєтку «Шах-мамай». Своїй сестрі він напише:
Вчора їздив у Шах-мамай, маєток Айвазовського, за 25 верст від Феодосії. Сам Айвазовський, бадьорий старий років 75, являє собою дещо середнє між добродушним вірменином і зажерливим архіреєм; повний власної гідності, руки має м'які та подає їх по генеральські. Недалекий, втім натура складна і гідна уваги. В собі одному він суміщає і генерала, і архірея, і художника, і вірменина, і наївного діда, і Отелло. Одружений з молодою і дуже красивою жінкою, яку тримає в їжачках. Знайомий з султанами, шахами та емірами. Писав разом з Глінкою «Руслана і Людмилу». Товаришував із Пушкіним, але його твори не читав. У своєму житті не прочитав ні однієї книжки. Коли йому пропонують прочитати він говорить «Навіщо мені читати, якщо в мене є власна думка?». Маєток розкішний, настільки казковий, таке можна побачити в Персії.
Думки осісти в Україні, придбавши хутір під Миргородом у першу чергу для своїх батьків, не полишали Чехова. Утім, за нього вимагали три тисячі рублів, що на той час було неможливо для «полтавського поміщика, лікаря і літератора Антуана Шпоньки», як він іронізуючи себе називав. Ще чотири роки Антон Павлович буде носитись з ідеєю оселитись в Україні.
Другий приїзд Чехова на Луку в 1889 році був затьмарений хворобою брата Миколи Павловича, який був хворий на сухотку. Перед цим він перехворів на тиф, згодом — на запалення легенів. Чехов як лікар розумів, що йому вже не допоможуть ніякі курорти. Між братами ще з дитинства склались щирі, теплі стосунки, які підкріплювались завдяки спільності інтересів. Після смерті Миколи Павловича 17 червня 1889 р. Антон Павлович полишає Луку і вирушає до Охтирки, по дорозі відвідуючи Тростянець. На початку липня він виїхав до Одеси та Ялти. Письменник повернувся до Сум 11 серпня і повністю занурився в роботу.
У 1892 р. Чехови купили садибу в Меліхово. І тут будинок був завжди наповнений гостями, серед яких Наталія Михайлівна Линтварьова.
У 1894 р. Чехов разом із Г. М. Потапенком навідався на Луку. Але це був короткотривалий приїзд, на один тиждень.
У 1898 р. хвороба Чехова загострилась, і він переїхав до Ялти.

## Основні видання творів
- Собрание сочинений: в 12 т.— М. : Правда, 1985—1985.
- Собрание сочинений: в 6 т. — М. : Lexika, 1995.
- Сочинения: в 4 т. — М. : Правда, 1984.
- Избранное: в 2 т. — М. : ТЕРРА, 1997— ISBN 5-300-00441-5.
- Избранное. — К. : Вища школа, 1989. — 621 с. — ISBN 5-11-000053-0.
- Избранные произведения: в 3 т. — М. : Худож. лит., 1976
- В человеке должно быть все прекрасно…: письма, рассказы, пьесы — М. : Мол. гвардия, 1980. — 431 с.
- Вишневый сад: повести, рассказы, пьесы. — X. : Фолио, 2008. — 538 с.- ISBN 978-966-03-4507-2.
- Дом с мезонином: повести и рассказы. — М.: Правда, 1989. — 445 с.
- Драма на охоте: рассказы / А. П. Чехов. — М. : Правда, 1990. — 461 с. — ISBN 5-253-00104-2.
- Драматические произведения: в 2 т. — Л. : Искусство., 1986.
- Из записных книжек А. Чехова. — Л.: Художник РСФСР, 1968. — 103 с.
- Из Сибири; Остров Сахалин: рассказы, письма. — М. : Правда, 1985. — 453 с.
- Ионыч: рассказы. — М. : Совет. Россия, 1985. — 47 с.
- Мужики: повести, и рассказы. — Л. : Худож. лит., Ленингр. отд-ние, 1979. — 254 с.
- Никто не знает настоящей правды…: повести и рассказы, 1889—1903. — М. : Панорама, 1994.— 507 с. — ISBN 5-85220-448-Х.
- О любви: рассказы и повести. — М. : Совет. Россия, 1991. — 381 с.
- Переписка Чехова: в 3 т. — 2-е изд., испр. и доп. — М. : Наследие, 1996. —Т. 1—3. — ISBN 5-201-13261-8.
- Повести. Пьесы. — М. : Правда, 1987. — 460 с.
- Пьесы. — М. : Худож. лит., 1982. — 303 с.
- Рассказы. Повести. — Симф. : Таврия, 1985, — 416 с.
- Степь.— К.: Дніпро, 1985, — 288 с., 115 тис.пр. (4 повісті: Степ 5с., Скучна історія 87с., Оповідь невідомої людини 139с., Моє життя 205с.).
- Степь: история одной поездки. — М. : Наука, 1995. — 286 с. — ISBN 5-02-12715-9.
- Цветы запоздалые: рассказы и повести. — М. : Правда, 1986. — 604 с.
- Юмористические рассказы. — Донецк: БАО, 2007. — 255 с. — ISBN 978-366-338-658-4.
- Полное собрание сочинений и писем в 30 томах (28 книг).— М.,"Наука", 1974—1986 рр.

## Переклади українською мовою
- Оповідання — К. : Держлітвидав УРСР, 1937. — 400 с.
- Ювілей: жарт на 1 дію. — К. : Мистецтво, 1951. — 32 с.
- Людина в футлярі: зб. оповідань (перекл. за ред. А. Хуторяна; худож. В. Литвиненко. — К. : Держлітвидав, 1952. — 68 с.
- Степ — К. : Держлітвидав, 1952, — 123 с.
- Гумористичні оповідання (перекл. Д. Білоус, О. Вишня, С. Воскрекасенко, В. Козаченко, Є. Кротевич, Ф. Маківчук, М. Рильський, А. Хуторян; худож. А. Базилевич);— К. : Держлітвидав, 1953.— 116 с.
- Хірургія — К. : Держлітвидав 1953. — 20 с.
- Три сестри: драма на 4 дії. — К.: Мистецтво, 1953. — 96 с.
- Ведмідь: жарт на одну дію. — К. : Мистецтво, 1954. — 32 с.
- Вишневий сад: комедія на 4 дії. — К. : Мистецтво, 1954. — 76 с.
- Дядя Ваня: Сцени з сільського життя на 4 дії. — К. : Мистецтво, 1954. — 72 с.
- Вибрані твори: в 3 т. — К.: Держлітвидав, 1954.
- Чайка: комедія на 4 дії. — К. : Мистецтво, 1955.— 79 с.
- Відьма: зб. оповідань (перекл. Надія Лісовенко; худож. І. Принцевський;— К. : Держлітвидав, 1958. — 39 с.
- Вбивство, Лист: оповідання (перекл. Федір Сидоренко; худож. А. М. Силаєв;— К. : Держлітвидав, 1960. — 54 с.
- Повісті та оповідання. — К. : Держлітвидав, i960. — 455 с.
- Вибрані твори.— К,: Дніпро, 1981. — 404 с. [Архівовано 20 травня 2015 у Wayback Machine.]

## Родина

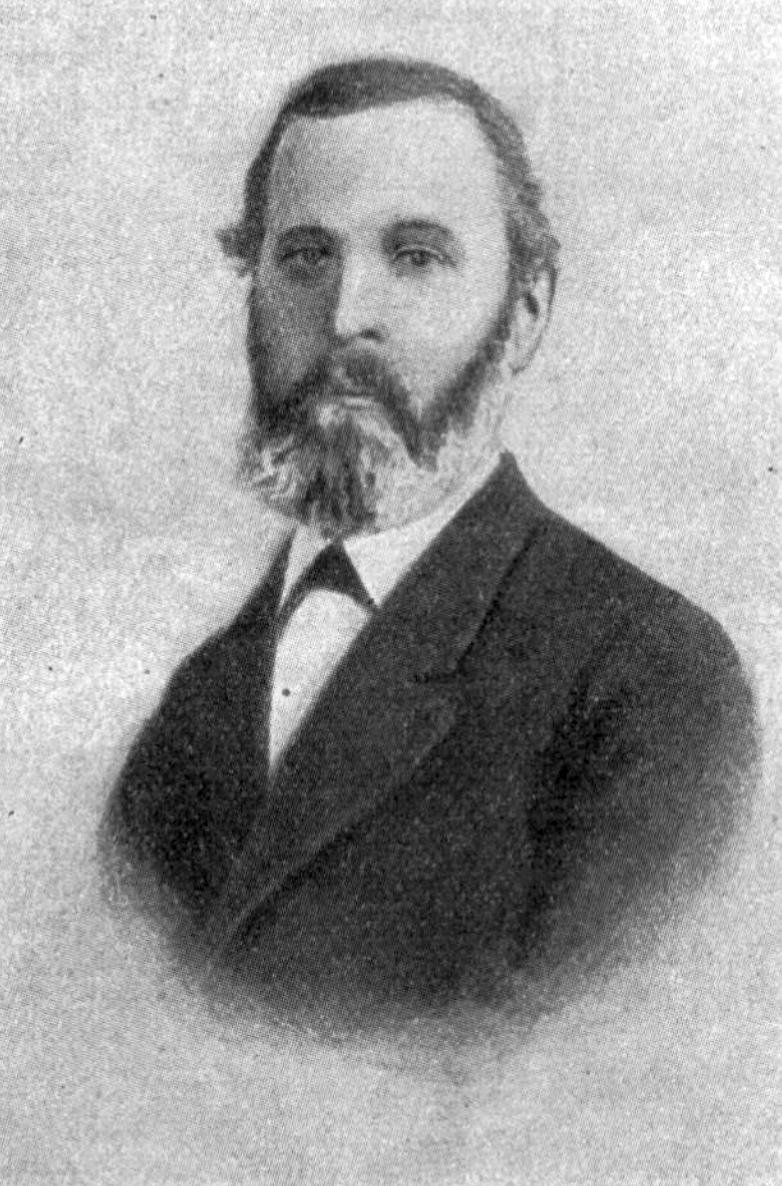
Чехов Павло Єгорович

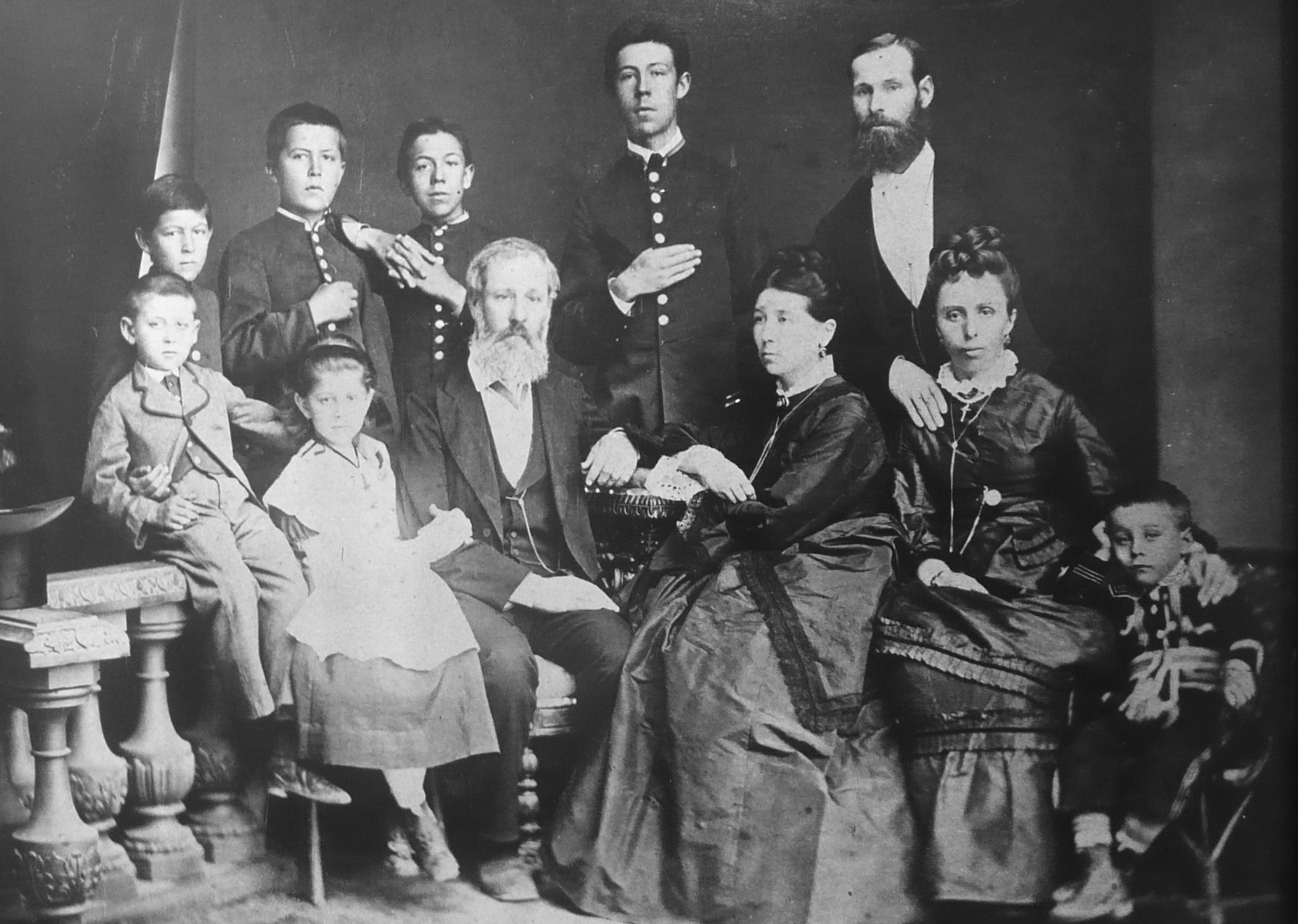
Стоять: Іван, Антон, Микола, Олександр та Митрофан Єгорович. Сидять: Михайло, Марія, Павло Єгорович, Євгенія Яківна, Людмила Павлівна та її син Георгій, 1874 рік

- Чехов Павло ЄгоровичБатько — Павло Єгорович Чехов (1825—1898), колишній кріпак, купець третьої і потім другої гільдії.
  - Дід по батькові — Єгор Михайлович Чехов (1799—1879), селянин, уродженець села Ольховатка, Воронежської області, Острозького повіту, належав до кріпосного поміщика Івана Дмитровича Черткова, внук якого був близьким однодумцем Лева Толстого. Викупив себе і свою сім'ю із кріпосної залежності ще задовго до скасування кріпосного права, згодом — керуючий маєтком І. М. Платова.
    - Прадід — Михайло Омелянович Чех (1798—12.03.1879), усе життя був кріпаком, мав п'ятеро дітей (Іван, Єгор, Артем, Семен та Василь), яких він суворо виховував.
    - Бабуся по батькові — Єфросинія Омелянівна Шимко (Чехова) (1804—1878), селянка, що перебувала в кріпосній залежності до 1841, Українка, з родини конярів.
- Мати — Євгенія Яківна Морозова (1835—1919), родом з Моршанська, навчалася вона вдома, після смерті батька переїхала з сестрою до Таганрогу, де вже навчається в інституті шляхетних дівчат, а 1854 року в місцевому Успенському соборі одружується з батьком майбутнього письменника.
  - Дід по матері — Яків Герасимович Морозов (1800—1847), родом з селища Фофаново, допомагав своєму батькові з торгівлею у Моршанську. У 1820 одружився з Олександрою Іванівною Кохмаковою. У 1933 відкрив у Ростові магазин сушеної риби. Мав трьох дітей: Івана, Феодосію та Євгенію.
    - Прадід — Герасим Микитович Морозов (1764—3.05.1825), водив по Волзі та Оці баржі із зерном та лісом. Одружився з кріпосною християнкою Тетяною Леонтьєвою, від якої мав п'ятеро дітей: Олексій, Василь, Марія, Федір та Яків. У віці 53 років викупив себе та сина Якова.
    - Прадід — Микита Морозов, кріпосний християнин, прожив у селищі Фофаново, нині Івановська область.Стоять: Іван, Антон, Микола, Олександр та Митрофан Єгорович. Сидять: Михайло, Марія, Павло Єгорович, Євгенія Яківна, Людмила Павлівна та її син Георгій, 1874 рікБабуся по матері — Олександра Іванівна Кохмакова (1804—1868), родом з родини майстрів. У родині було багато ікон та предмети зроблені з дерева. Жила з дітьми в Шуї, окремо від батька, який періодично навідувався до родини. У 1847 в результаті сильної пожежі згоріли 88 будинків, залишивши Морозових без майна. В цей же рік померає син Яків від холери.
- Старший брат — Олександр Павлович Чехов (1855—1913), лікар, публіцист, мемуарист.
- Старший брат — Микола Павлович Чехов (1858—1889), російський художник, помер від туберкульозу у віці 31 року.
- Молодший брат — Іван Павлович Чехов (1861—1922), педагог, народний вчитель.
- Молодша сестра — Марія Павлівна Чехова (1863—1957), педагог, художниця, засновниця дому музею Антона Чехова в Ялті.
- Молодший брат — Михайло Павлович Чехов (1865—1936), письменник, театральний критик, біограф Антона Павловича.
  - Племінник — Михайло Олександрович Чехов (1891—1955), російський та американський актор, режисер, театральний педагог, засновник акторської «Системи Чехова».
  - Дружина племінника — Ольга Костянтинівна Чехова (Кніппер) (1897—1980), німецька акторка, сестра Лева Костянтиновича Кніппера.
- Дружина — Ольга Леонардівна Кніппер-Чехова (1868—1959), російська та радянська акторка німецького походження, народна артистка СРСР (1937), тітка радянського композитора Лева Костянтиновича Кніппера. У подружжя дітей не було.

## Кінематограф
Дороов письменника постійно привертав увагу кінематографістів (фільми: «Шведський сірник», «Дядя Ваня» (п'єса екранізована більш як 30 разів), «Три сестри», «Дама з собачкою», «Незакінчена п'єса для механічного піаніно», «Очі чорні» та ін.).
На українських кіностудіях за творами А. Чехова знято фільми:
- «Шведський сірник» (1922),
- «Будинок з мезоніном» (1960),
- «Каштанка» (1975),
- «Поцілунок» (1983),
- «Володя великий і Володя маленький» (1985),
- «Нині прослався син людський» (1990) та ін.

### Образ Чехова в кінематографі
- У місті С. (рос. «В городе С.») (1969), в ролі письменника Андрій Попов
- Сюжет для невеликого оповідання (рос. «Сюжет для небольшого рассказа») (1969) — Микола Гринько
- Я — акторка (рос. «Я — актриса») (1980) — Олег Вавилов
- Прихильниця [ru] (2012) — Кирило Пирогов
- Брати Ч [ru] (2014) — Єгор Корєшков.

## Пам'ять

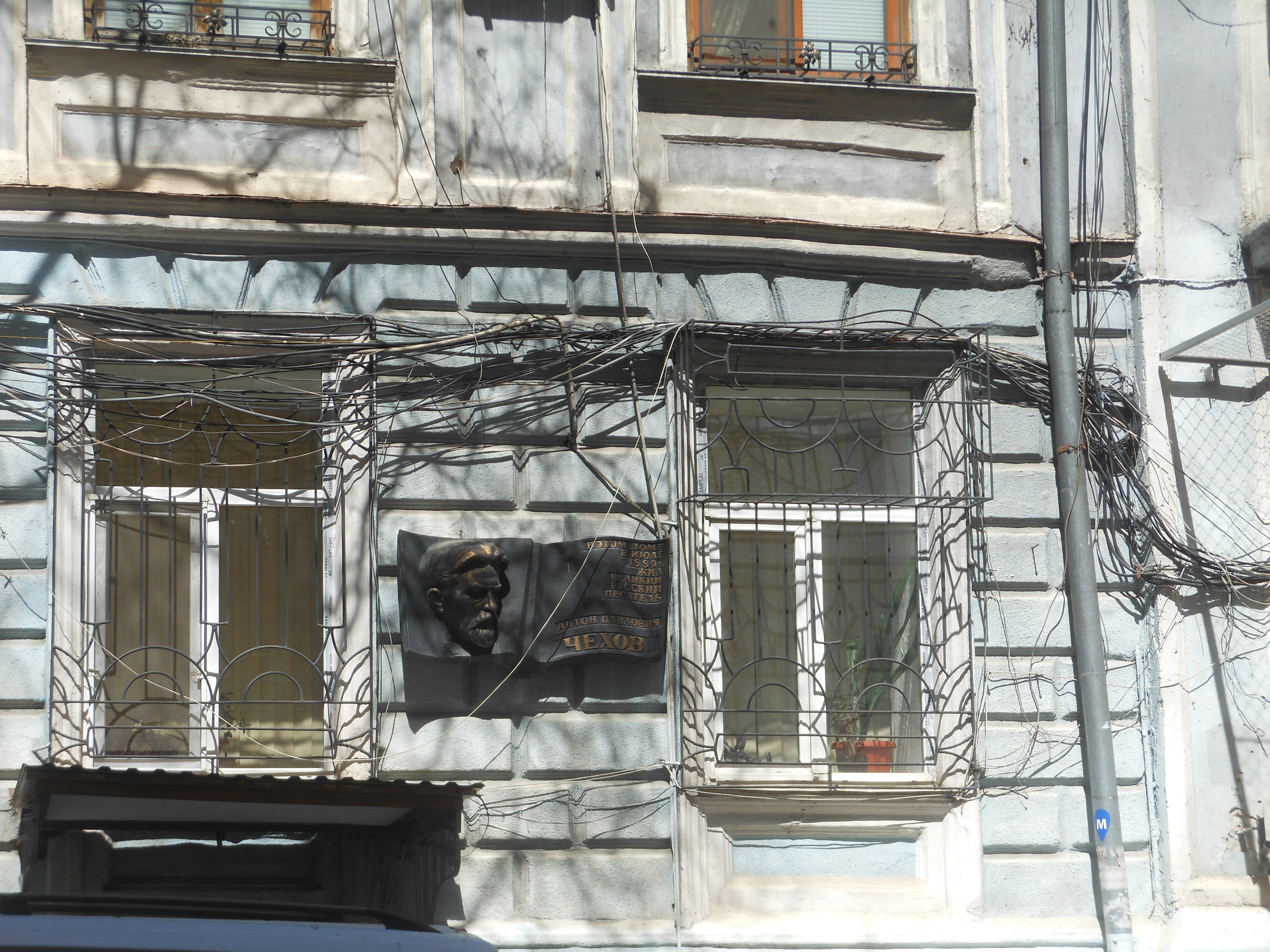
Меморіальна дошка про перебування письменника в Одесі (сучасна адреса: Театральний провулок, 12)

Йому відкрито меморіальні будинки-музеї у Сумах і Ялті, встановлено пам'ятник в Ялті (1953, скульптор Г. Мотовилов).
На його честь названо астероїд 2369 Чехов та кратер Чехов на Меркурії.
У місті Одеса встановлена меморіальна дошка про перебування у 1889 році Чехова у будинку № 12, Театральний провулок.

## Галерея

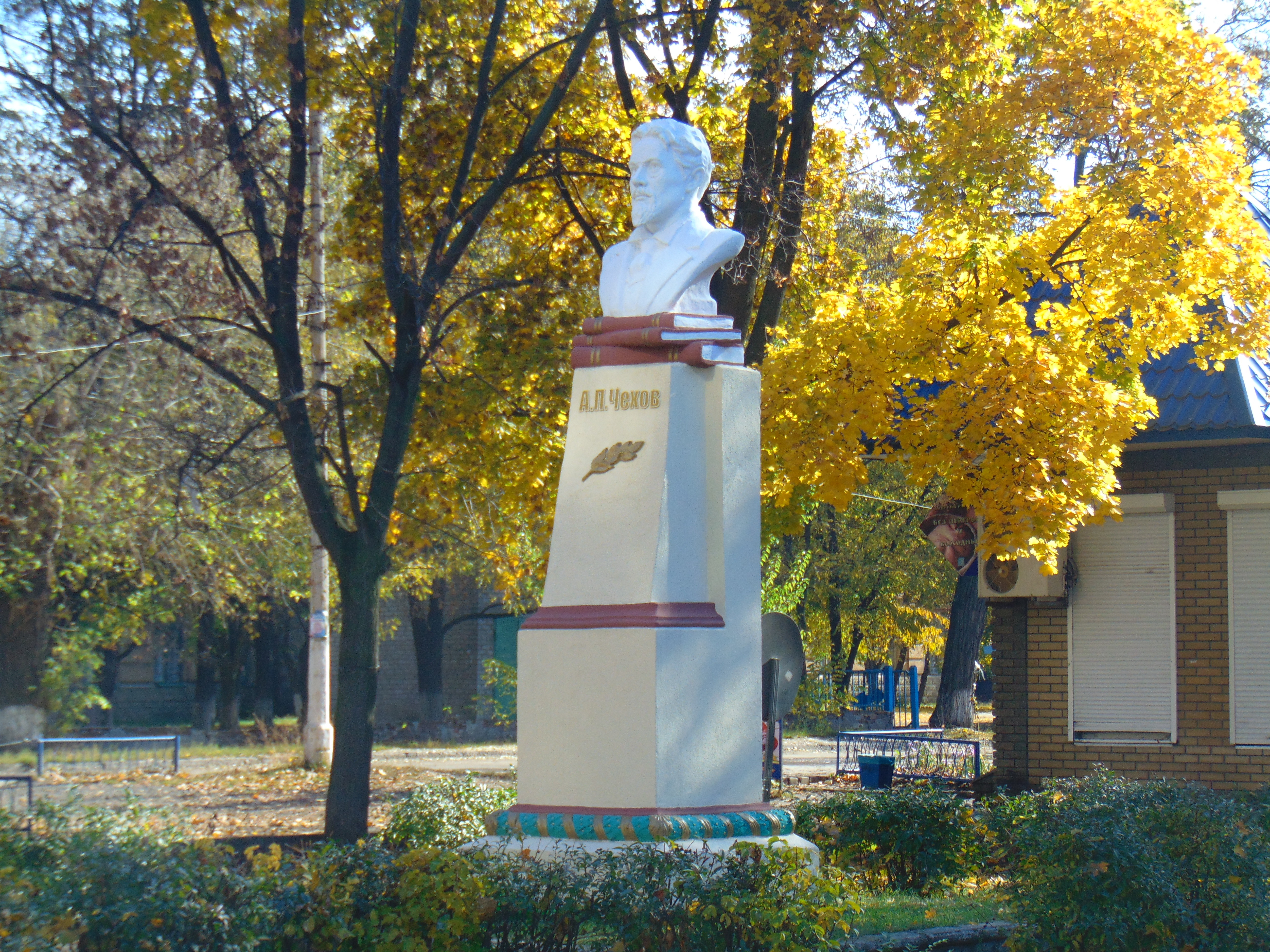
Погруддя Антону Чехову у місті Слов'янськ
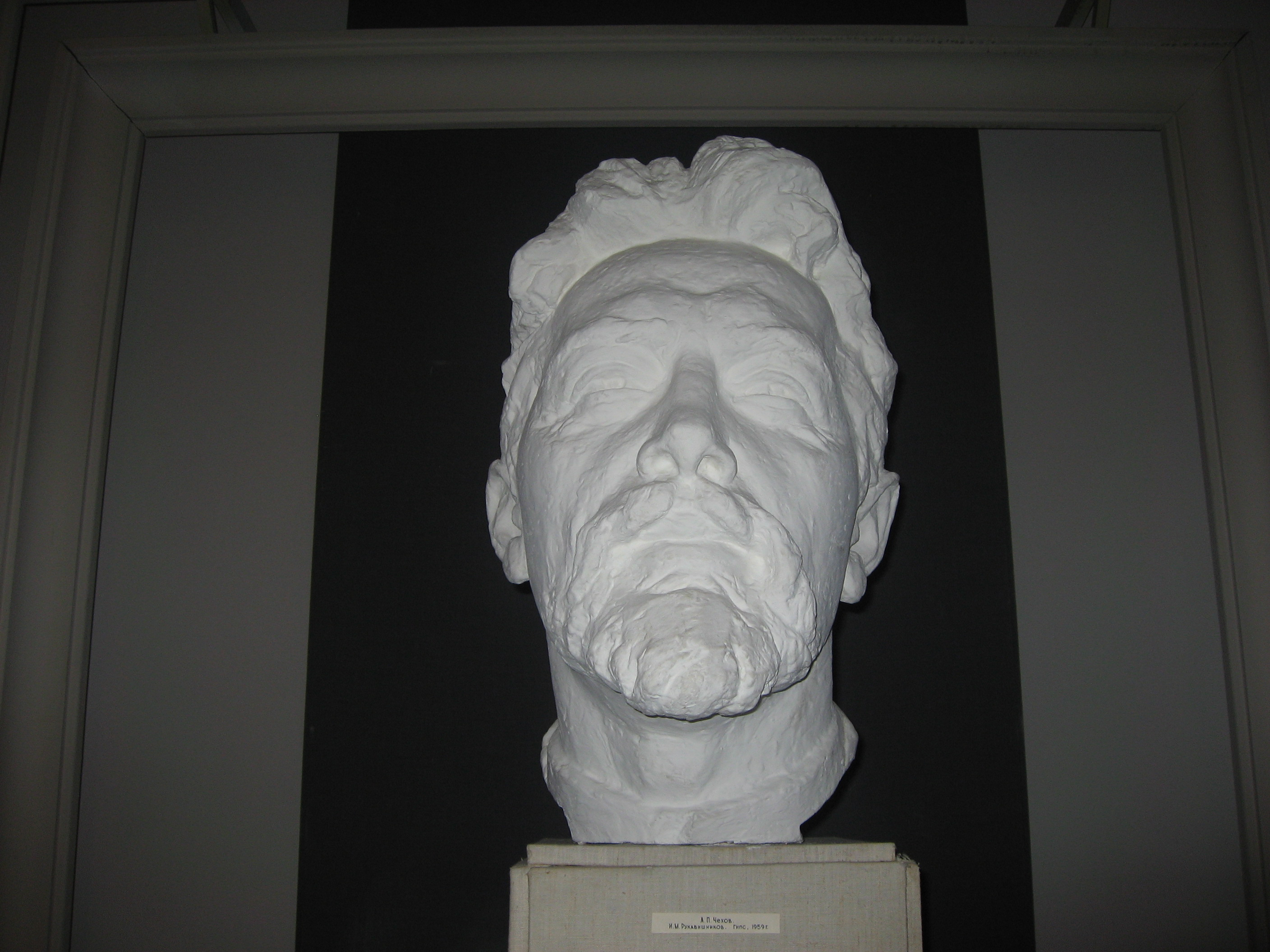
Бюст Чехова у Таганрозі
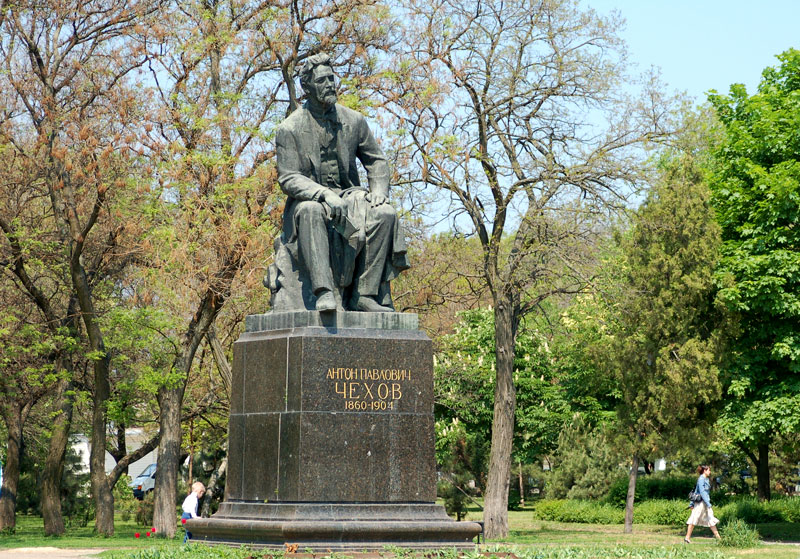
Пам'ятник у Таганрозі
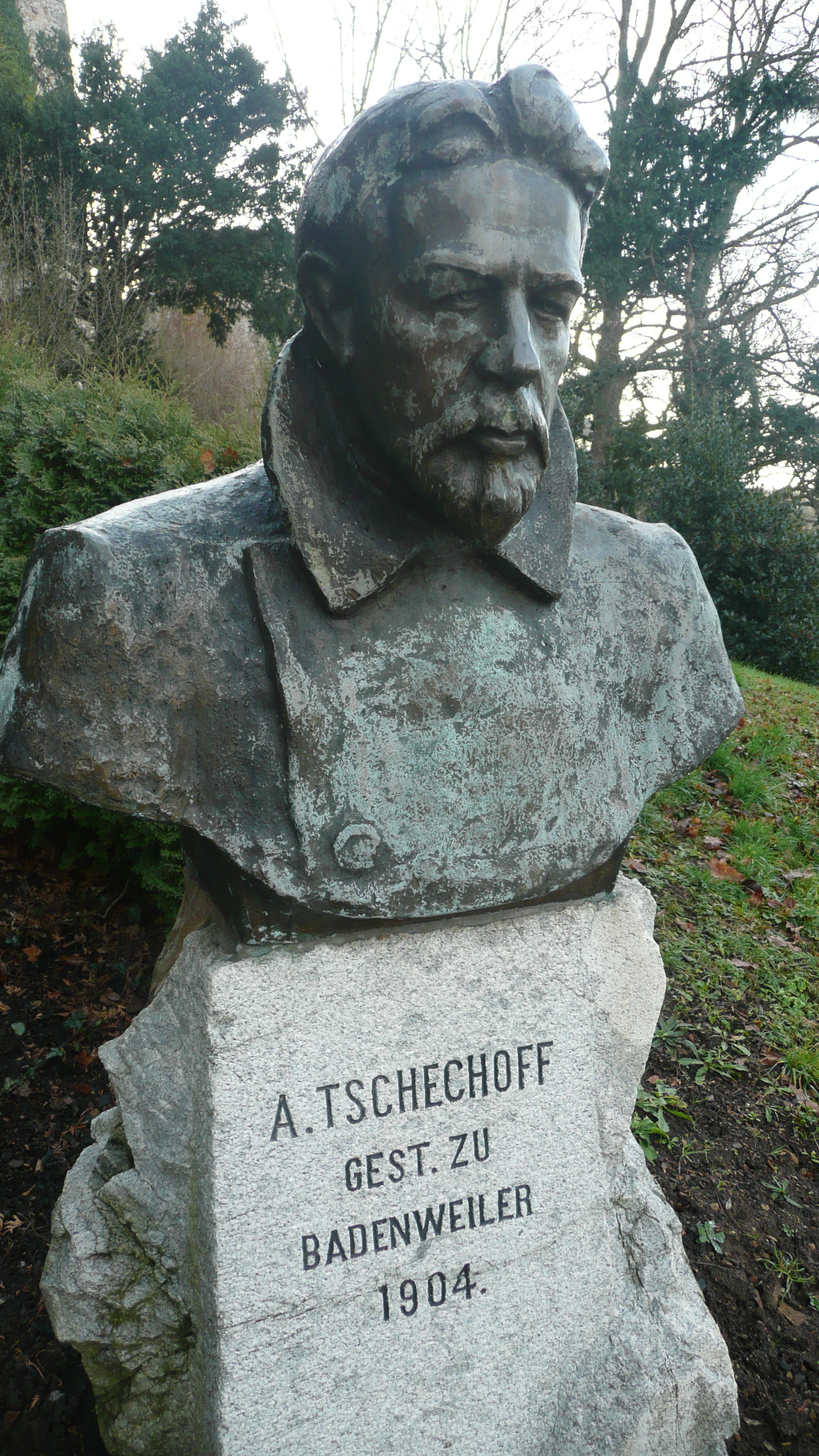
Погруддя письменника в Баденвайлері, Німеччині
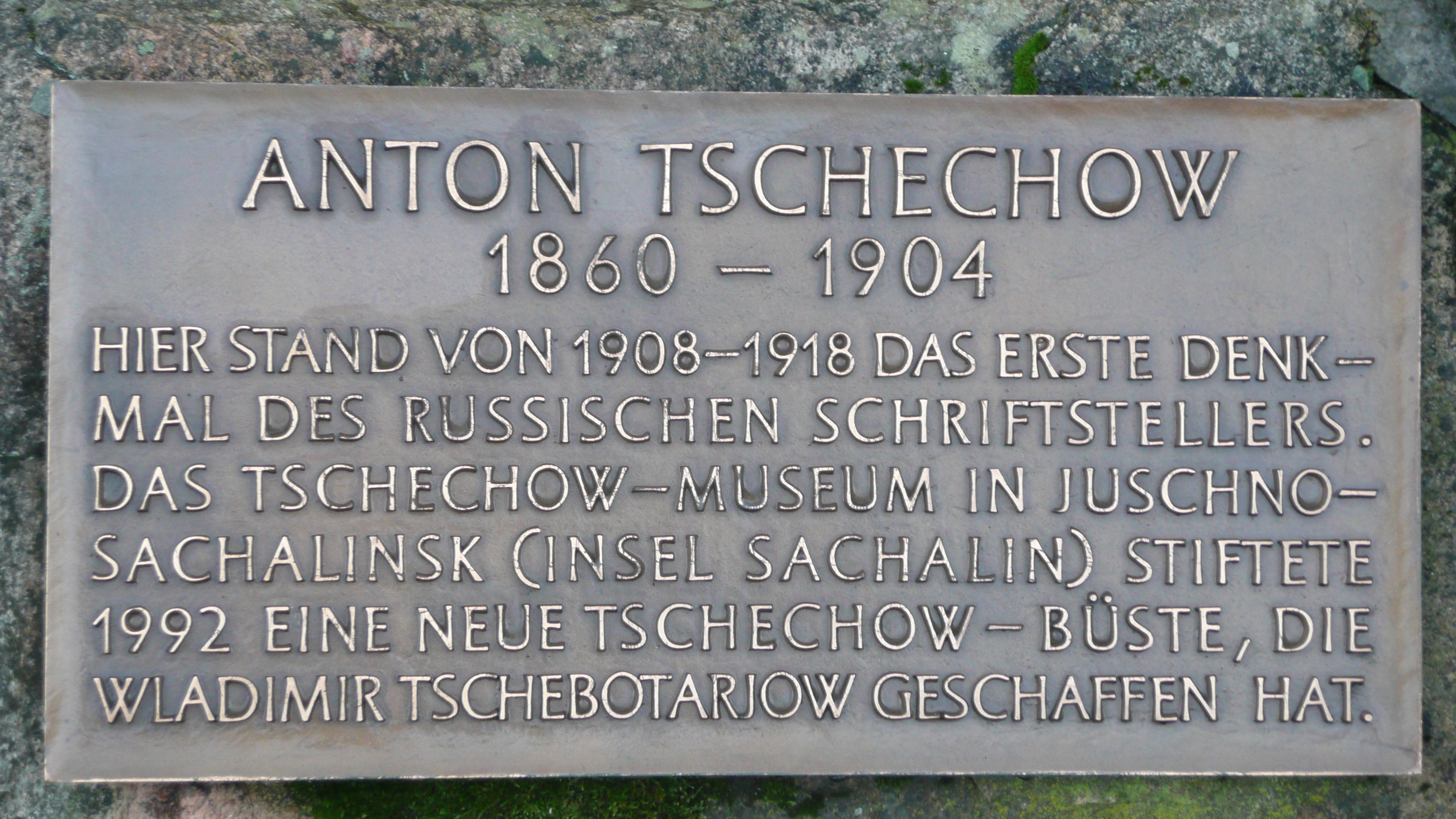
Пам'ятна табличка у Баденвайлері, Німеччині
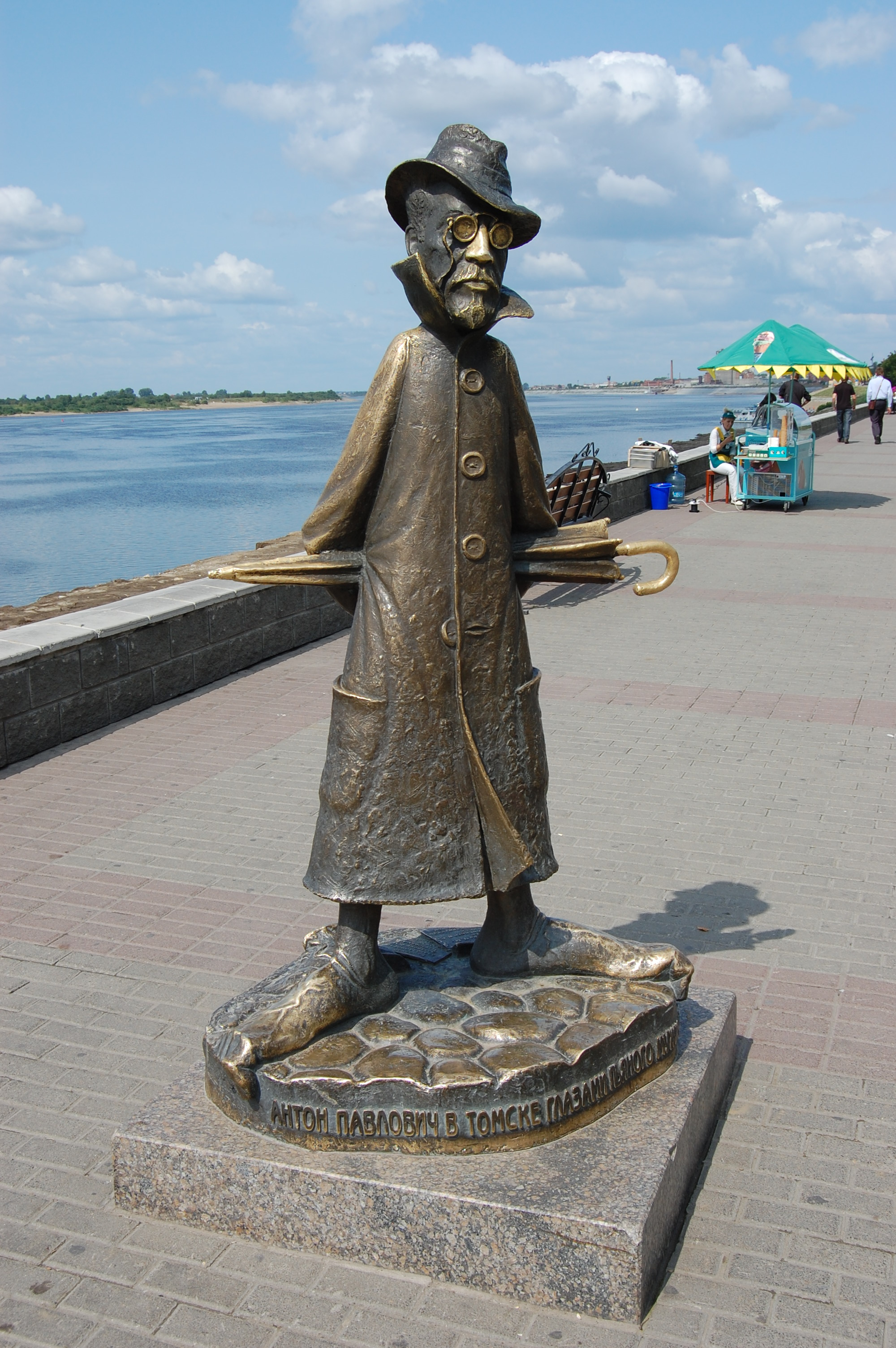
Статуя в Томську, Росія

### Окремі твори А.П.Чехова
- Три сестри
- Тонкий і товстий
- Зайві люди
- Злодії (оповідання)
- Хамелеон (оповідання)